# 岩見沢駅
岩見沢駅（いわみざわえき）は、北海道岩見沢市有明町にある北海道旅客鉄道（JR北海道）の駅である。所属線である函館本線に当駅を終点とする室蘭本線が乗り入れる。電報略号はイワ。駅番号はA13。事務管理コードは▲130133。
北海道内で最古の鉄道である幌内鉄道の駅のひとつとして開業し、砂川方面や室蘭方面への延長拠点として発展して来た。幌内鉄道の小樽-岩見沢間がのちの函館本線に組み込まれた後も、残存部が支線となった幌内線や、室蘭本線志文駅から万字線が乗り入れたほか、戦後の高度成長期に増大した貨物輸送量を支えるために、東京以北で最大の操車場であった岩見沢操車場も存在した。幌内線・万字線が廃止された現在でも、隣接するバスターミナルには周辺市町村からのバス路線が集結しており、交通の要衝としての役目を担っている。
また、現駅舎（4代目駅舎）は全国初の公募型コンペでデザインを選定し、2009年度グッドデザイン賞大賞を受賞した事でも知られ、2013年からは駅舎ガイドツアーが開催される事もある。こうした駅舎のガイドツアーは大都市圏以外では珍しく、北海道内の駅で開催しているのはこの岩見沢駅が唯一とされる。

## 歴史
かつては幌内炭鉱（三笠市）や空知炭鉱（歌志内市）をはじめとする空知地方の石炭を手宮・室蘭・苫小牧の港へ運ぶ貨物列車が多く往来したが現在は炭鉱の閉山により石炭輸送はなくなり、旅客輸送も札幌が中心となった。
大和田建樹が1906年に作詞した『鉄道唱歌』北海道編北の巻では、幾春別炭鉱、幌内太炭鉱、幌内炭鉱へのアクセス駅であったことが歌われている。
9番「幌向原野岩見澤　眞直に行けば幾春別　幌内太と幌内と　三炭山のありどころ」

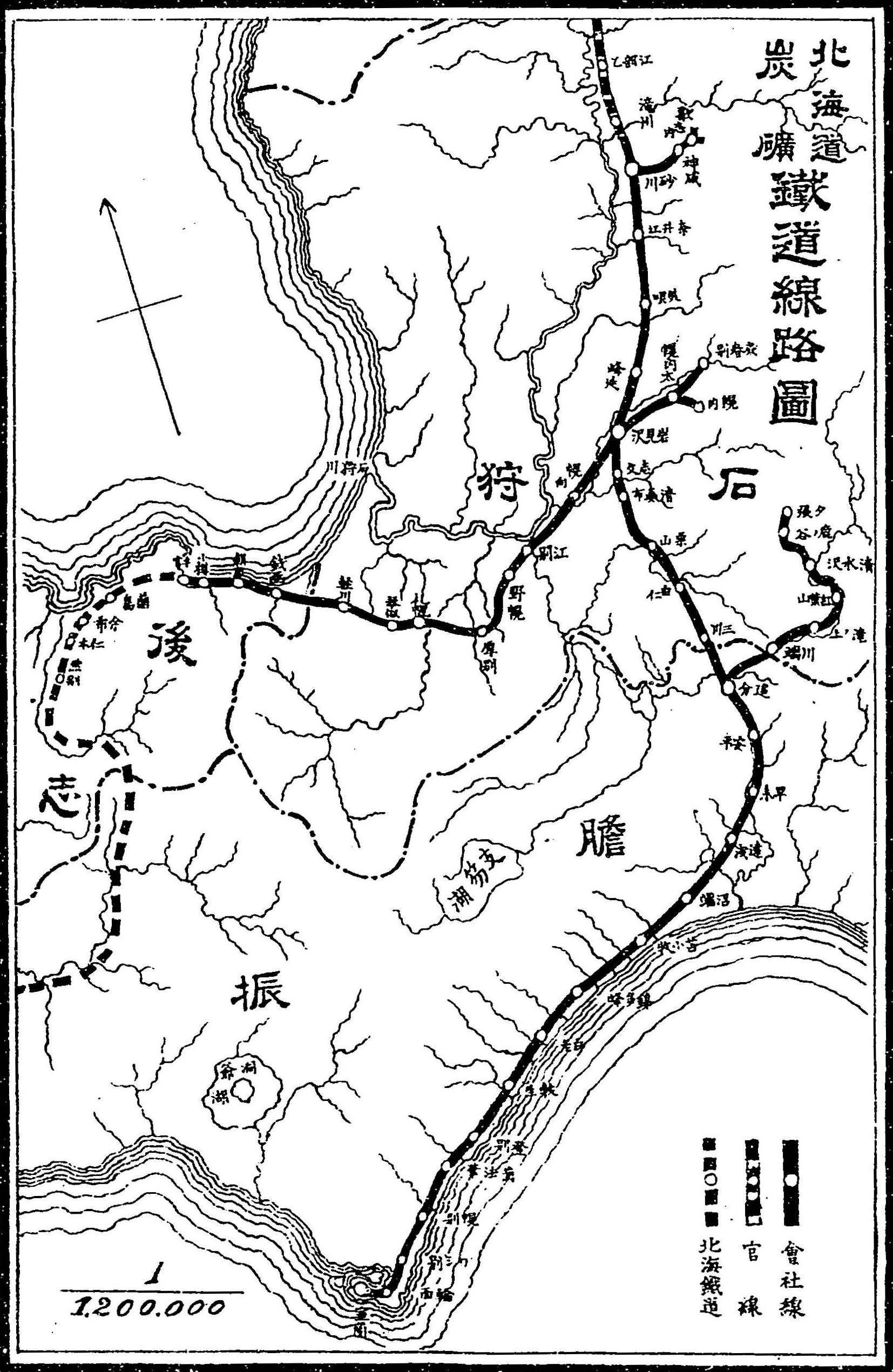
北海道炭礦鉄道株式会社 路線図

### 年表
- 1882年（明治15年）11月13日：官営幌内鉄道札幌 - 幌内間開通。停車場（駅）は江別、幌内太（→三笠）、幌内の3箇所と、フラグステーション[注 3]の白石、幌向太（→幌向）の2箇所であり、岩見沢は開設されていなかった[注 4][注 5]。
- 1884年（明治17年）8月15日：岩見沢フラグステーションとして開業[1][3]。
- 1885年（明治18年）11月：停車場を新築開設[注 6]。
- 1889年（明治22年）12月11日：北海道炭礦鉄道に譲渡[1][3]。
- 1891年（明治24年）7月5日：空知線（当駅 - 砂川駅 - 歌志内駅間）延伸開業。北海道炭礦鉄道が岩見沢機関庫設置。
- 1892年（明治25年）
  - 上期：駅舎移転、改築。
  - 8月1日：室蘭線（当駅 - 室蘭駅間）延伸開業[11]。
- 1898年（明治31年）
  - 上期：跨線橋設置[12]。
  - 9月：北海道炭礦鉄道が岩見沢製作所設置。
- 1899年（明治32年）
  - 1月28日：岩見沢機関庫焼失。機関車2両焼損。
  - 11月1日：岩見沢製作所が岩見沢工場へ名称変更。
- 1900年（明治33年）上期：岩見沢機関庫再設置。
- 1904年（明治37年）3月：北海道炭礦鉄道、本社を岩見沢へ移転[13]。
- 1906年（明治39年）10月1日：鉄道国有法により買収、国有化[1][3][11]。岩見沢工場は旭川工場の分工場扱いとなる。
- 1907年（明治40年）7月1日：旭川工場岩見沢分工場が岩見沢工場となる。
- 1913年（大正02年）6月2日：岩見沢機関庫設置（事務手続き上）。
- 1914年（大正03年）4月1日：岩見沢検車所設置。
- 1915年（大正04年）
  - 8月：岩見沢工場が苗穂工場岩見沢派出所となる[14]。
  - 10月11日：苗穂工場岩見沢派出所廃止。これ以後、岩見沢で車両製造及び修繕は行われなくなった。
- 1926年（大正15年）8月15日：駅南西側（札幌方面）に岩見沢操車場完成[14]。
- 1933年（昭和08年）12月24日：3代目となる駅舎に改築[15]。
- 1936年（昭和11年）9月1日：機関庫を機関区に名称変更。
- 1945年（昭和20年）6月22日：岩見沢材修場（レールセンター）設置。
- 1949年（昭和24年）7月2日：跨線橋の改築を竣工、コンクリート製に改める[16]。
- 1950年（昭和25年）2月10日：岩見沢客貨車区設置。
- 1954年（昭和29年）8月11日：昭和天皇、香淳皇后が岩見沢市に行幸啓。岩見沢駅発 - 砂川駅着のお召し列車が運転[17]。
- 1957年（昭和32年）3月：本屋側仕分線群を操車場へ移設。
- 1961年（昭和36年）
  - 6月6日：自動券売機設置[18]。
  - 10月1日：室蘭本線の岩見沢駅 - 志文駅間の線路容量不足解消のため、操車場より西側の上幌向駅近くから分岐する別線を増設し、使用開始[18]。現在はこちら側が本線となり、かつての本線は撤去されている。（右記の1976年の空中写真には、旧線の線路が残っている。）
- 1962年（昭和37年）3月：操車場の改良工事竣工。これに伴って操車場は4区に分かれ、それぞれ操北ヤード（函館本線下り仕分線群）、操西ヤード（函館本線上り仕分線群）、操東ヤード（室蘭本線仕分線群）、操南ヤード（室蘭本線副本線群）と称される。
- 1966年（昭和41年）11月10日：千葉県館山駅と姉妹駅提携を締結[19]。
- 1968年（昭和43年）8月1日：操車場南西部に第1次電化開業の電気機関車基地として第二機関区開設[20]。同時に既設の機関区を第一機関区と名称変更。
- 1975年（昭和50年）12月14日：室蘭本線、室蘭駅 - 岩見沢駅間で日本で最後の蒸気機関車牽引の定期旅客列車が運行される。
- 1980年（昭和58年）10月1日：貨物ヤード廃止[21]。
- 1985年（昭和60年）3月31日：万字線廃止。
- 1986年（昭和61年）：3月ダイヤ改正や北海道21世紀博覧会に向けて駅舎内外装のリニューアルを実施。外装の木目調化や正面風防室のステンレス化、改札口・ホーム間の傾斜除去や待合室床のタイル貼り化、改札ラッチを3箇所から2箇所に減らし内1箇所を出改札兼用とし出札口を通常閉鎖とした[新聞 1]。
- 1987年（昭和62年）
  - 4月1日：国鉄分割民営化により、北海道旅客鉄道（JR北海道）の駅となる[1][3][11]。
  - 7月13日：幌内線廃止[3]。
- 1989年（平成元年）7月1日：1番線を電化、室蘭本線専用から函館本線兼用とする[22]。
- 1998年（平成10年）12月5日：自動改札機導入[新聞 2]。
- 2000年（平成12年）12月10日：漏電による火災で3代目駅舎焼失[新聞 3]、以後は24日に完成したプレハブ仮駅舎で営業[新聞 4]。
- 2001年（平成13年）3月：跨線橋エレベーター増築竣工[23]。
- 2005年（平成17年）3月5日：岩見沢駅舎建築デザインコンペ最終審査を実施[JR北 1]。
- 2006年（平成18年）4月1日：岩見沢レンガプロジェクト刻印レンガの参加者募集開始（9月30日まで）。
- 2007年（平成19年）
  - 6月23日：複合駅舎暫定開業[JR北 2]。
  - 6月29日・30日：「ありがとう！仮駅舎 グランドフィナーレイベント」開催。
  - 10月1日：駅番号設定。
- 2008年（平成20年）
  - 10月25日：函館本線・江別方面でICカード「Kitaca」の利用が可能となる。
  - 12月6日：岩見沢レンガプロジェクト刻印レンガの壁除幕式[JR北 3]。
- 2009年（平成21年）
  - 3月30日：有明交流プラザ・有明連絡歩道完成により複合駅舎全面開業[JR北 4][新聞 5]。
  - 11月6日：複合駅舎がグッドデザイン賞大賞を受賞[JR北 5][24]。
    -  ウィキニュースに関連記事があります。JR北海道・岩見沢駅舎が2009年度グッドデザイン大賞を受賞
- 2012年（平成24年）7月19日：複合書店のMUSIC＆MOVIE＆MAGAZINE m'z（エムズ）がオープン。
- 2013年（平成25年）9月4日：m'z店内に観光案内所iWAFO（イワホ）が入居。
- 2014年（平成26年）11月19日：iWAFO拡張工事（同月26日完了）により、m'zが退去。（近隣の岩見沢ポルタで営業する系列書店に統合）
- 2015年（平成27年）4月16日：岩見沢観光協会がiWAFO内に入居。
- 2017年（平成29年）
  - 3月18日：ツインクルプラザ（旅行センター）が閉店[JR北 6][新聞 6]。
  - 3月24日：ふらっと（カフェ・物産展示販売・障害者福祉相談所）閉店。
  - 10月31日：北欧JR岩見沢店（パン店）閉店。
- 2018年（平成30年）
  - 3月25日：iWAFOが退去（翌4月に観光協会を拡張する形で代替の土産物店が開設）。
  - 4月2日：ふらっと跡にいわみざわ農園（軽食販売店）が開店。
  - 5月25日：業態転換のためキヨスク閉店（キヨスクで取り扱っていた駅弁は以後、観光協会での販売に移行）。
  - 7月18日：セブンイレブン北海道ST岩見沢店開店（キヨスク跡と北欧JR岩見沢店跡と合わせた2店分のスペースを使用[注 7]）。
- 2024年（令和6年）
  - 3月16日：函館本線・旭川方面でICカード「Kitaca」の利用が可能となる[JR北 7][JR北 8][JR北 9]。
  - 12月9日：いわみざわ農園跡にI Three EIGHT（カフェ）が開店。

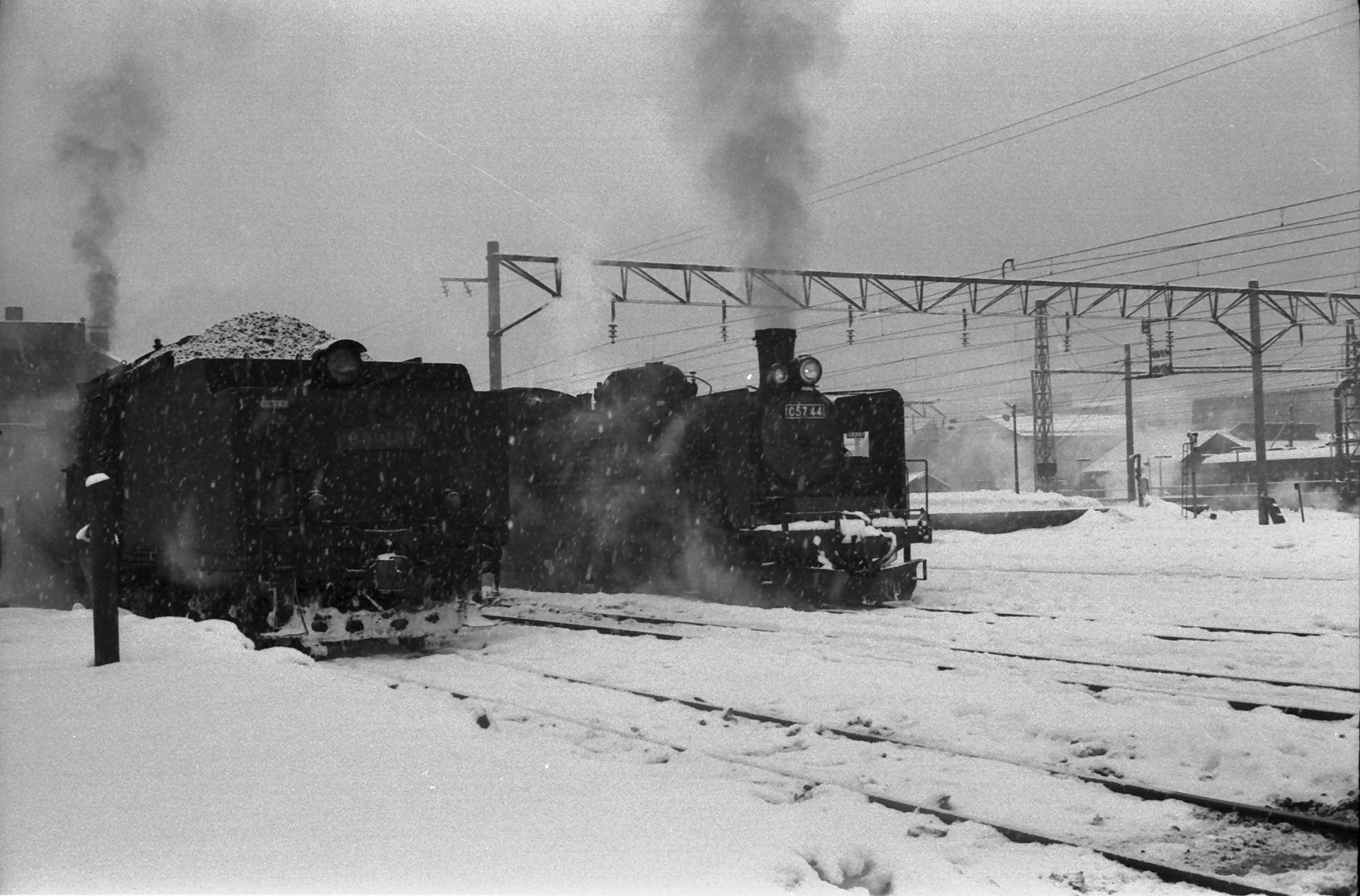
国鉄時代の岩見沢駅構内（1974年）。停車中のC57形蒸気機関車
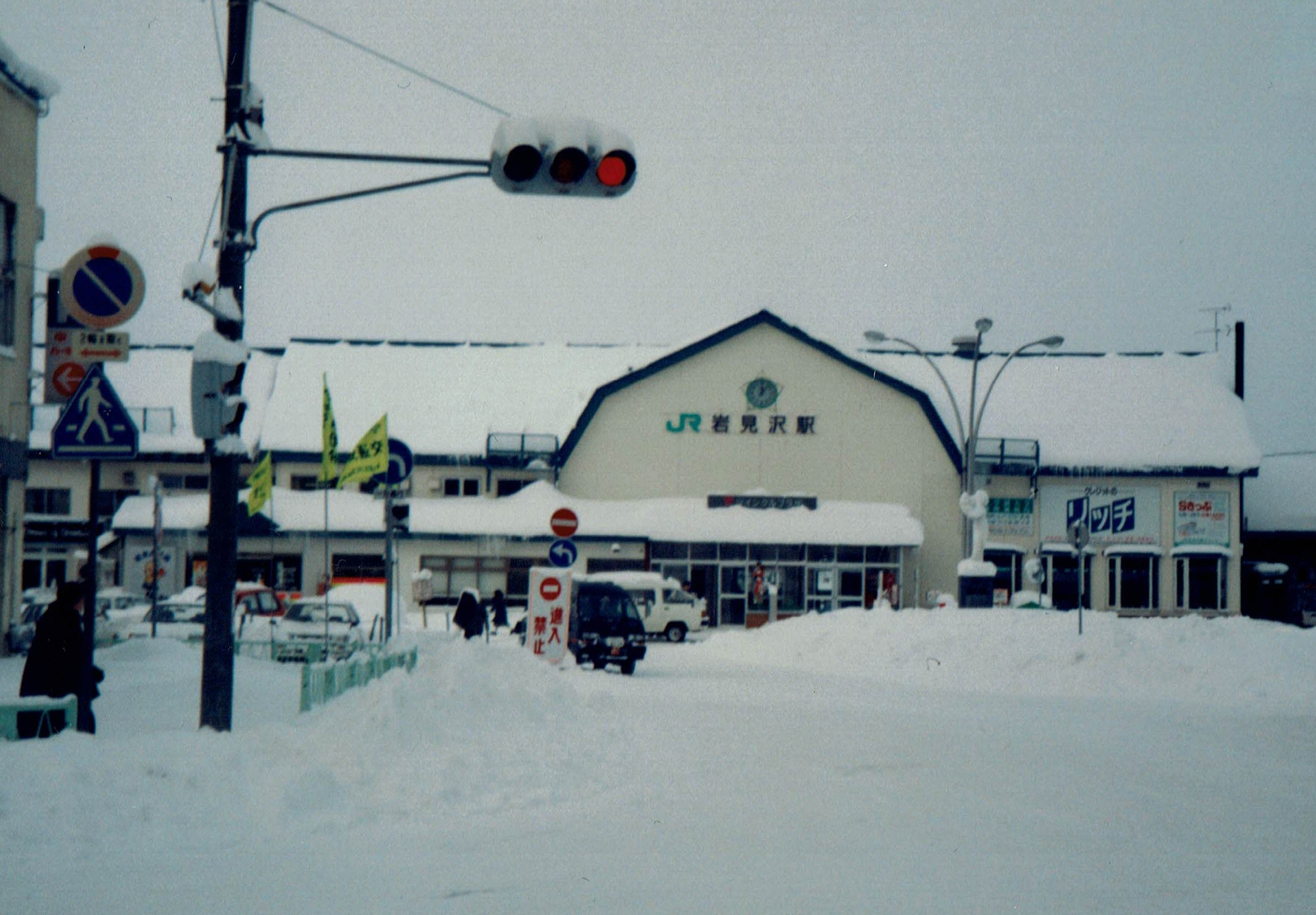
焼失前の旧駅舎（1994年1月）
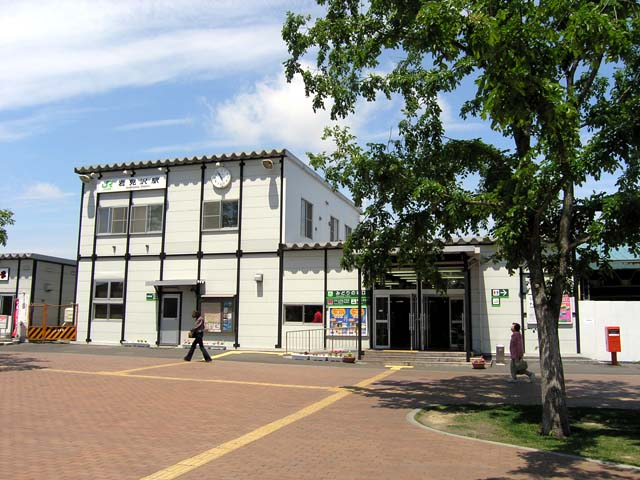
焼失後の仮駅舎（2004年6月）

### 駅名の由来
「岩見沢市#地名の由来」を参照

## 駅構造
単式1面1線と島式2面4線を合わせた計3面5線を有する地上駅だが、跨線橋と駅舎3階の改札口が直結しているため構造的には橋上駅に近い。ホームのない副本線（2・5番線）もあり、2番線は主に貨物列車の発着、5番線は車両の留置などに使用される。夜間滞泊設定駅であり、7番線以降にも多数の側線を有する。
社員配置駅。みどりの窓口、自動券売機、話せる券売機、自動改札機、セブンイレブン北海道ST（北海道キヨスク運営）設置。Kitacaは函館本線のみ利用可能で、室蘭本線では利用できない。また、当駅から苫小牧駅方面へ室蘭本線経由で行く場合も利用できない。
3・4番ホームには木彫りの「ばんばの像」が設置されている（写真参照）。1980年4月10日に設置され、ばんえい競馬（岩見沢競馬場での開催は2006年をもって終了）をPRする目的で、岩見沢市が彫刻家の中川貞司（旭川市在住）へ依頼し製作された。製作費の250万円と付属のそりは岩見沢市が負担、馬具一式は馬主会長であった松浦慶三より岩見沢駅へ寄贈された。重量は1トンにも及ぶ。
岩見沢市は道内でも有数の豪雪地帯となっており、特別豪雪地帯に指定されている。冬季には駅構内の除雪が間に合わず列車に遅れや運休が発生することや、深夜・翌朝の列車を計画的に運休し、夜間の除雪作業を行うことがある。

### 改札内・構内

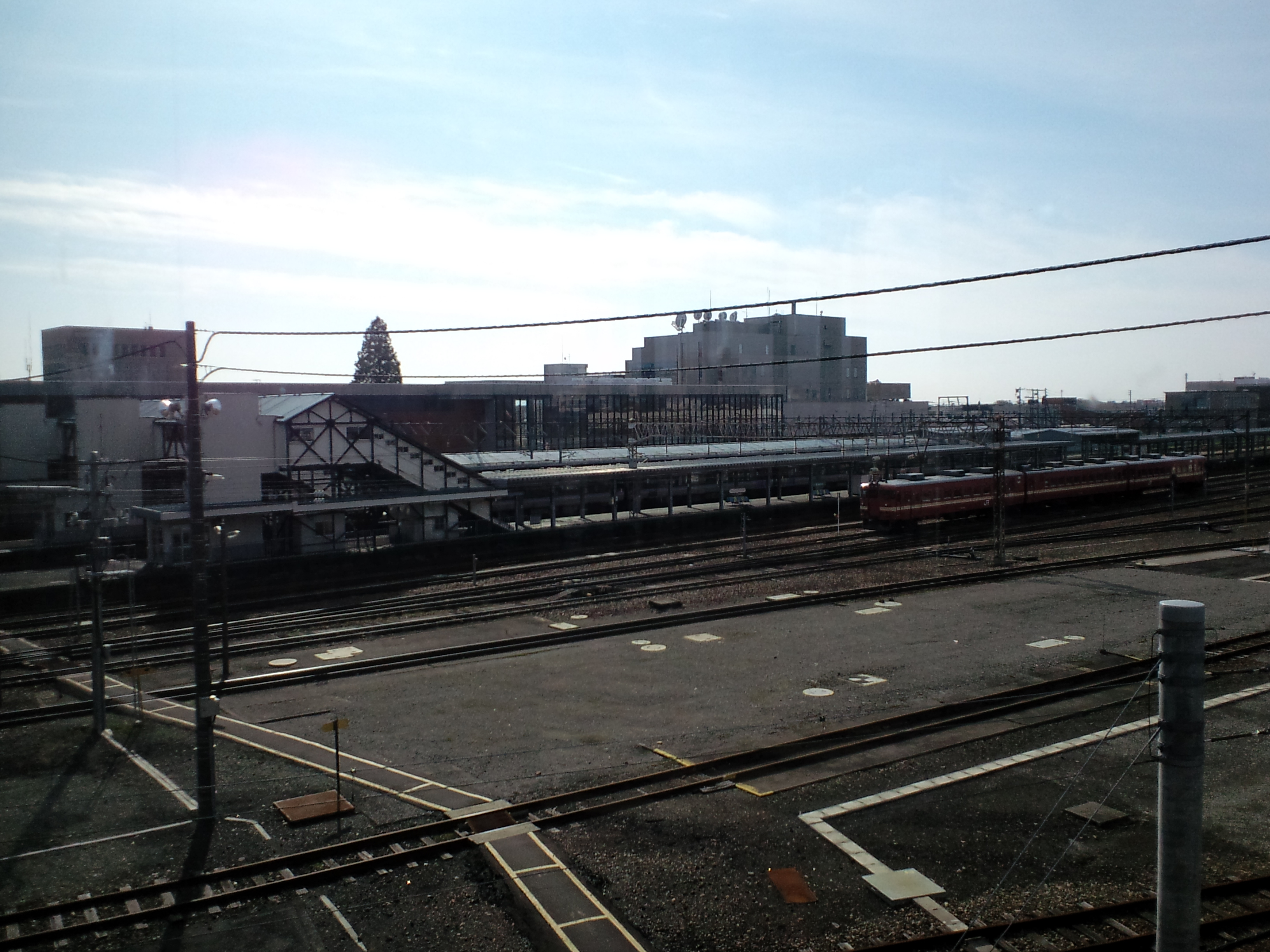
構内俯瞰（2011年11月）
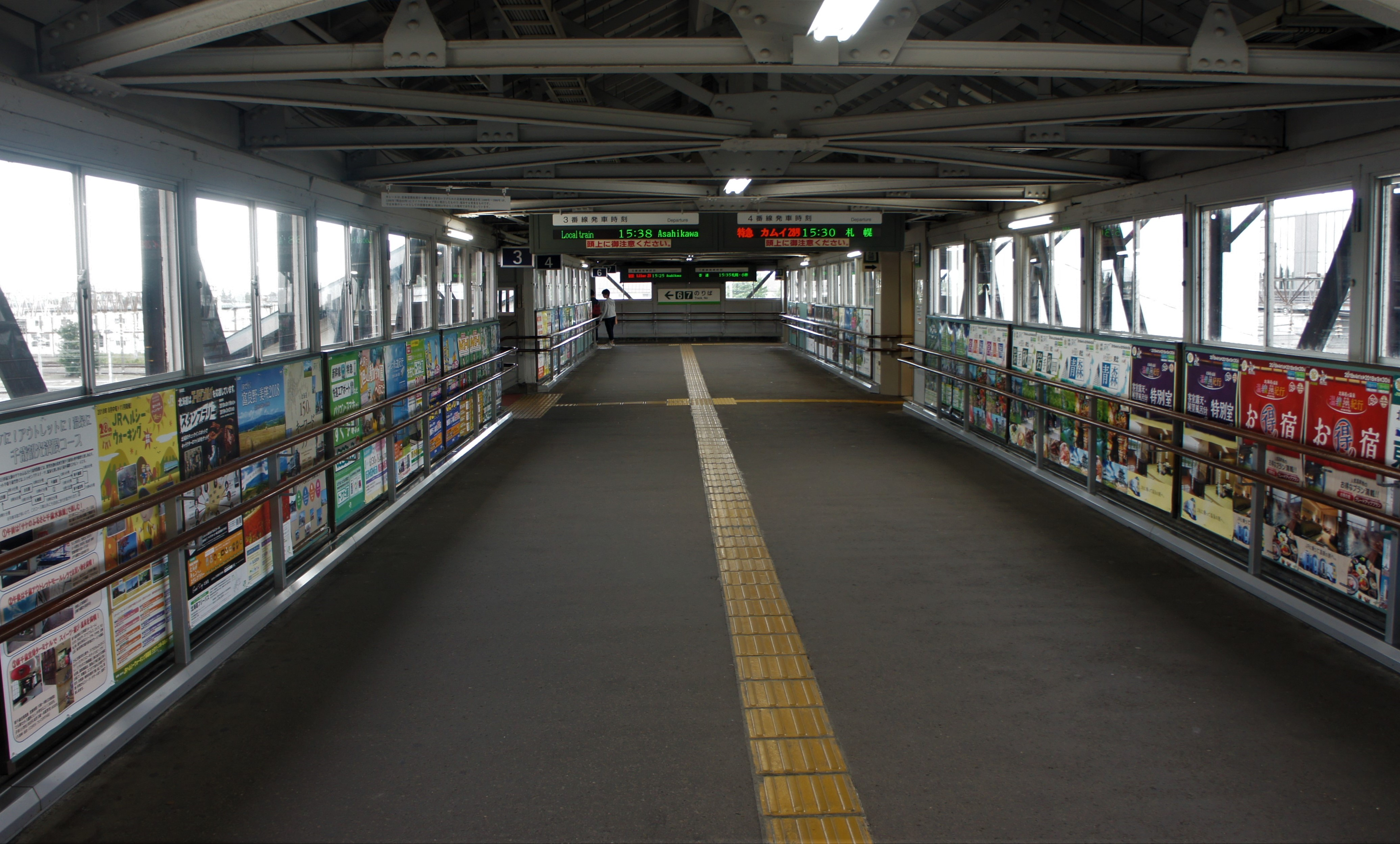
跨線橋（2018年9月）
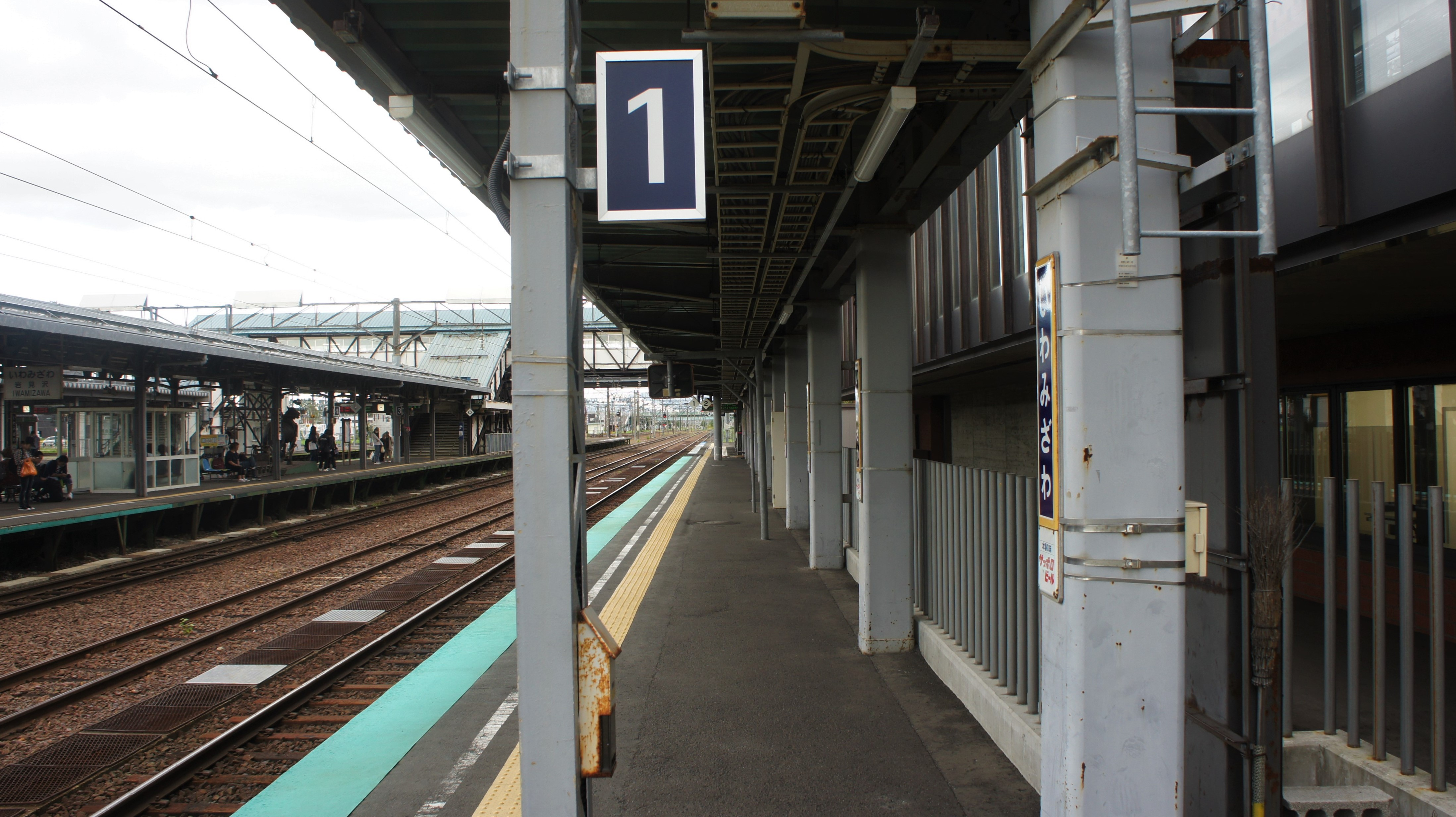
1番線ホーム（2018年9月）
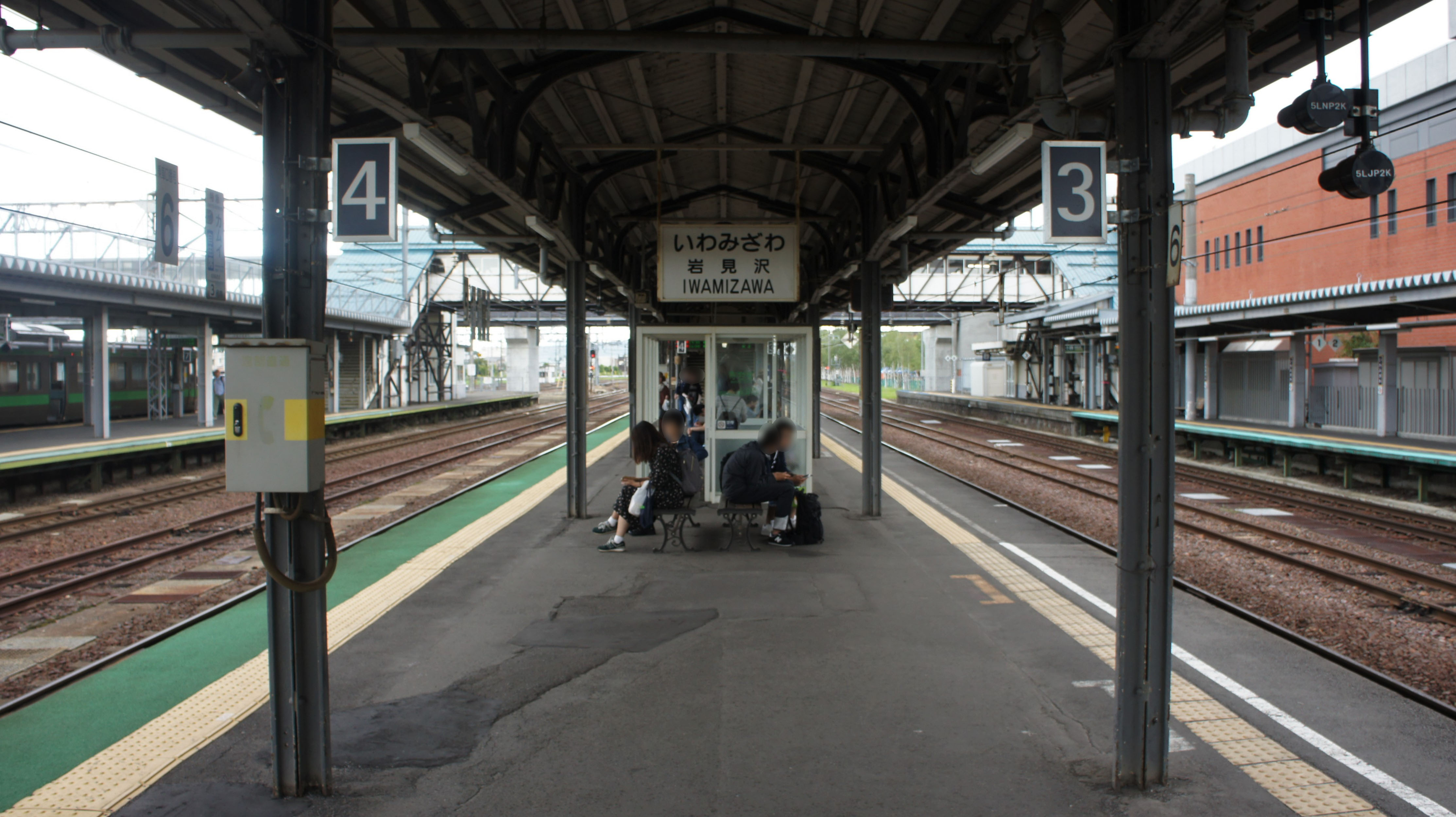
3・4番線ホーム（2018年9月）
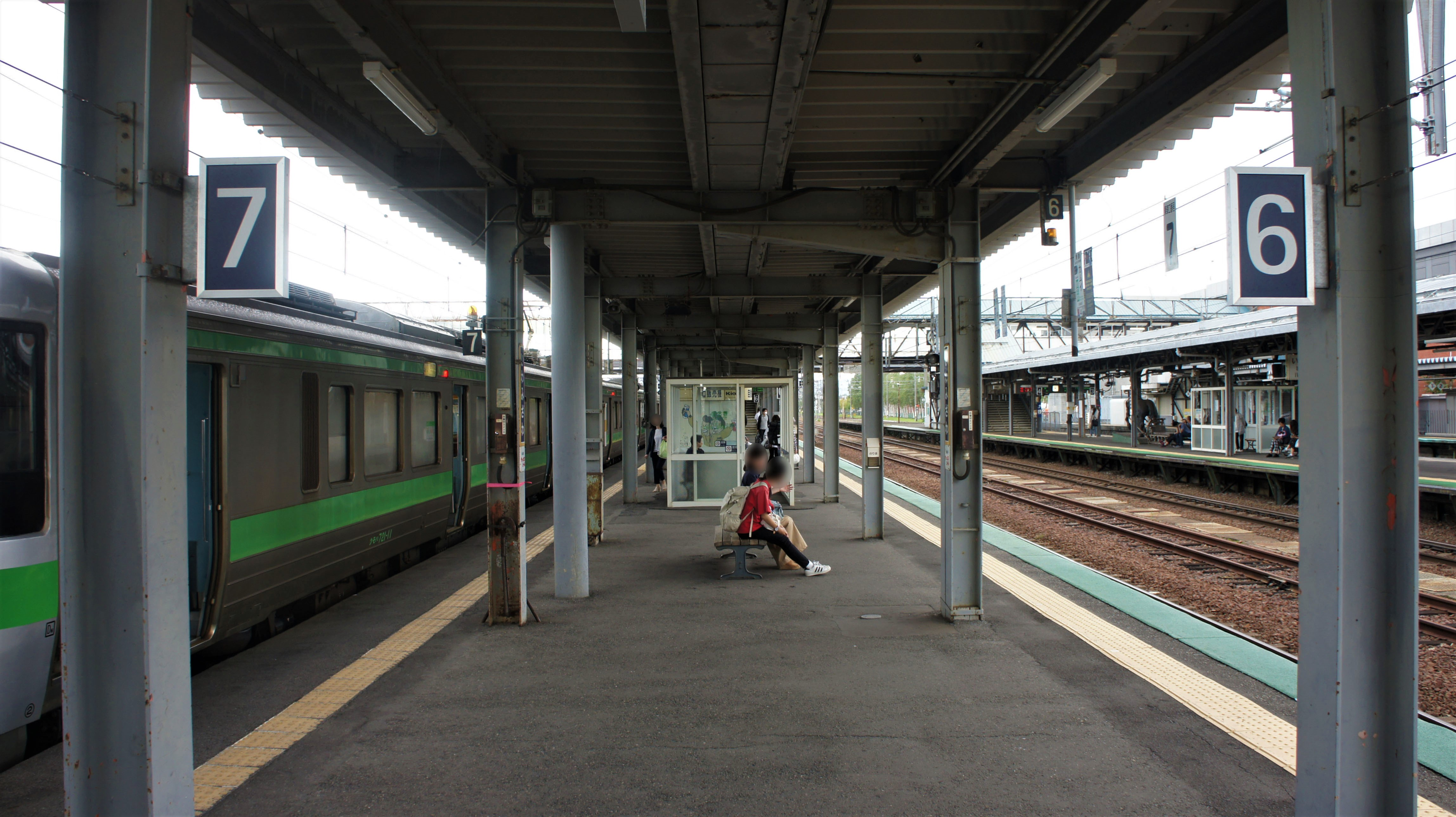
6・7番線ホーム（2018年9月）

### のりば
| 番線 | 路線      | 方向 | 行先                 | 備考                                                                                                   |
| ---- | --------- | ---- | -------------------- | --- |
| 1    | ■函館本線 | 上り | 札幌・小樽方面       | 主に当駅折り返し普通列車用。1989年まで長らく非電化であり、それ以前は幌内線と万字線の発着に利用された。 |
| 1    | ■室蘭本線 | 上り | 苫小牧方面           | |
| 3    | ■函館本線 | 上り | 札幌・小樽方面       | |
| 3    | ■函館本線 | 下り | 滝川・旭川方面       | 主に折り返し普通列車                                                                                   |
| 4    | ■函館本線 | 上り | 札幌・小樽方面       | 主に特急列車                                                                                           |
| 6    | ■函館本線 | 下り | 旭川・稚内・網走方面 | 主に特急列車                                                                                           |
| 7    | ■函館本線 | 上り | 札幌・小樽方面       | 主に折り返し普通列車                                                                                   |
| 7    | ■函館本線 | 下り | 滝川・旭川方面       | |

（出典：JR北海道：駅の情報検索）

### 駅舎
1933年建築の3代目駅舎（木造2階建、延床面積1,070平米）は当時道内で由仁駅(2006年改築のため解体)、上白滝駅(2016年廃止)に次ぐ古さだったが、2000年12月10日未明、漏電による火災で全焼した。その後すぐにプレハブの仮駅舎（2階建、延床面積400平方m）を設置したものの、当時は駅前再開発による市街地分断の解消案として鉄道高架化を検討していた時期だったため新築計画の確定に時間を要し、仮駅舎での営業が5年以上も続く事となった。
新駅舎の基本計画が市施設・自由通路併設型へ確定した事に伴い、岩見沢市とJR北海道は、駅舎としては全国初の試みとなるデザインの一般公募（岩見沢複合駅舎建築デザインコンペ）を2005年3月5日に実施。応募総数376案の中から有限会社ワークヴィジョンズ・西村浩の案が最優秀賞として採用された。
現駅舎は鉄道の南側に建設され、正面から見て中央の岩見沢駅本体・左側の有明交流プラザ・右側の有明連絡歩道という3つのブロックに分かれた構造。2006年7月に着工し、2007年6月23日に岩見沢駅本体が暫定開業。その後、西側の仮駅舎跡地に有明交流プラザ、東側に有明連絡歩道を建設しながら駅舎本体の仮設出入口の封鎖などが行われ、2009年3月30日に全面開業した。
なお駅舎建設にあたって、外壁用レンガに自分のイニシャルなどを刻印する「岩見沢レンガプロジェクト（通称・らぶりっく!! いわみざわ）」という企画が行なわれた。そのためプロジェクト参加者が訪れて自分のレンガを探したり、旅行者がレンガの刻印に見入る光景を見られる事がある。また、駅舎の2～3階および自由通路上は大部分がガラス張りとなっており、岩見沢駅前の街並みや駅構内の風景を一望できる。

#### 現駅舎の外観・内部

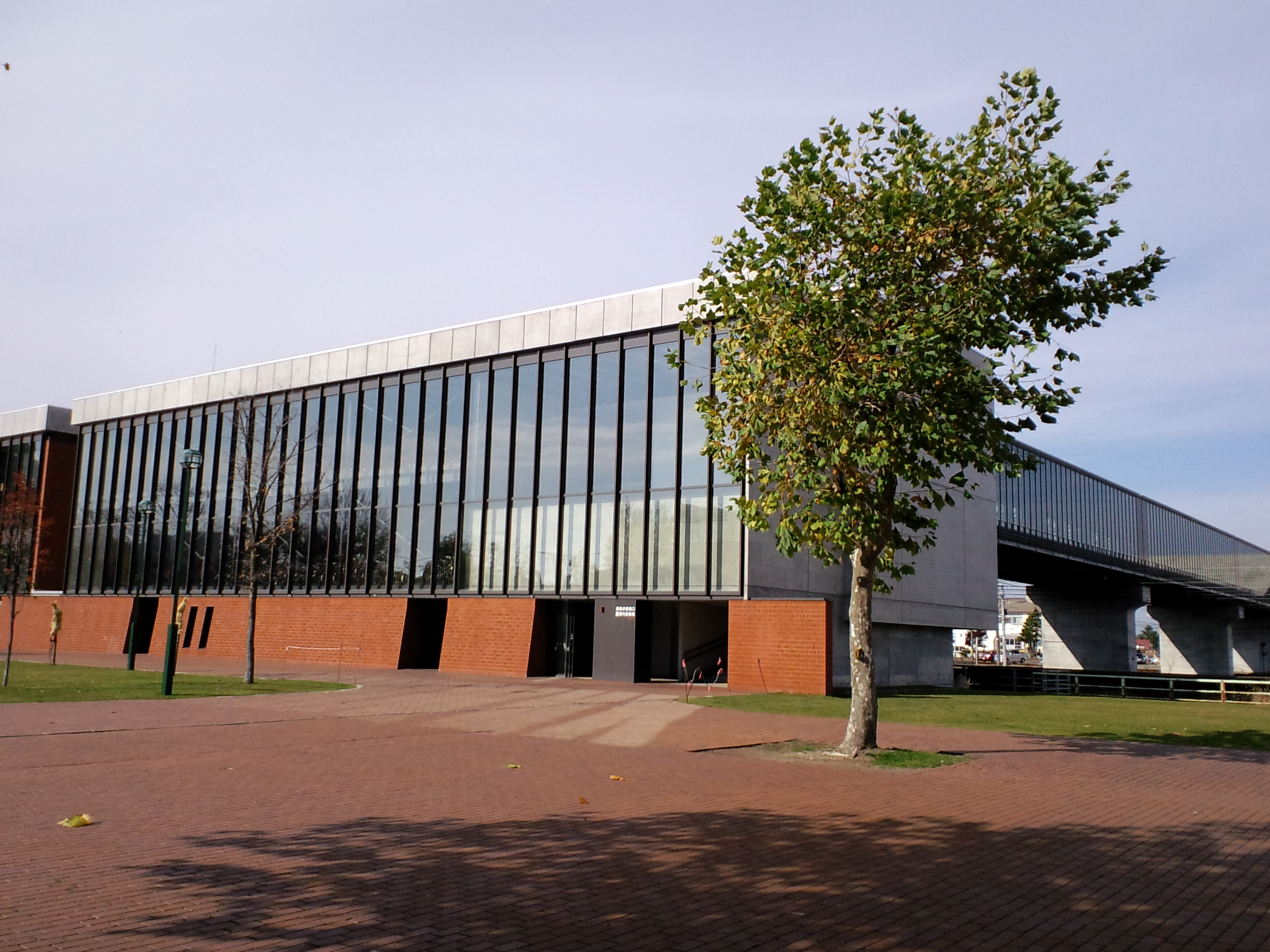
有明連絡歩道南口（2011年11月）
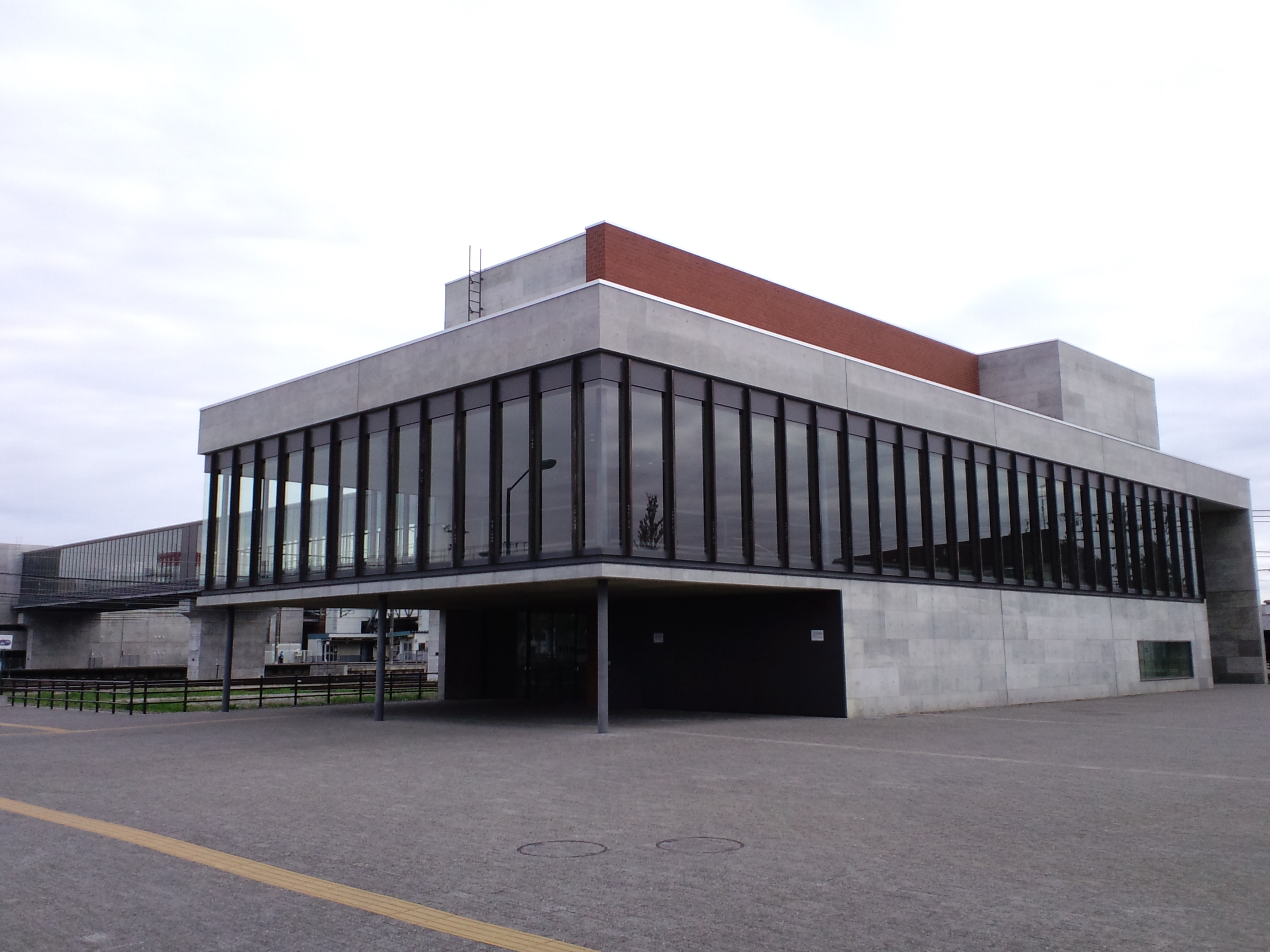
有明連絡歩道北口（2013年5月）
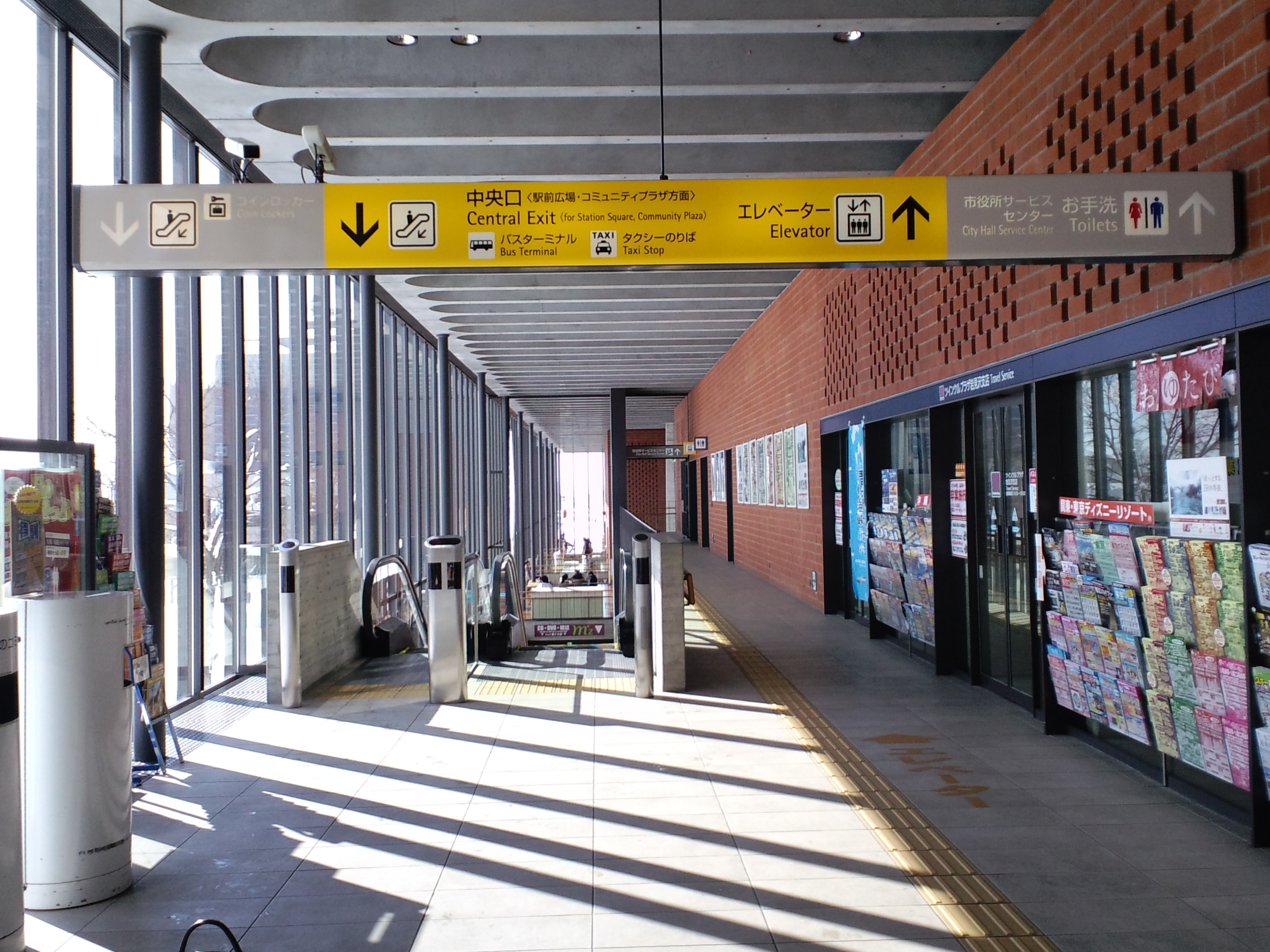
駅舎内（2013年2月）
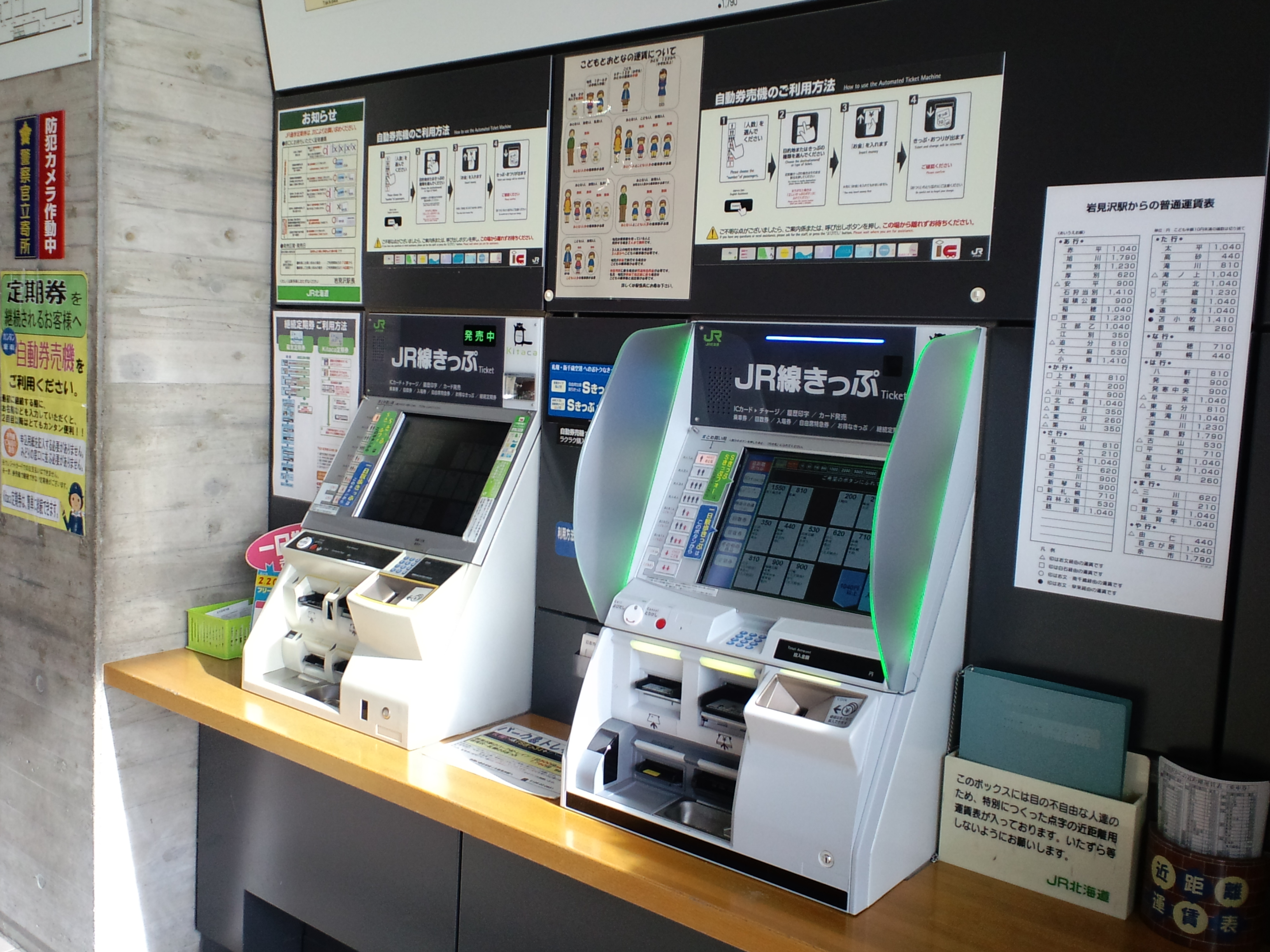
自動券売機（2013年10月）
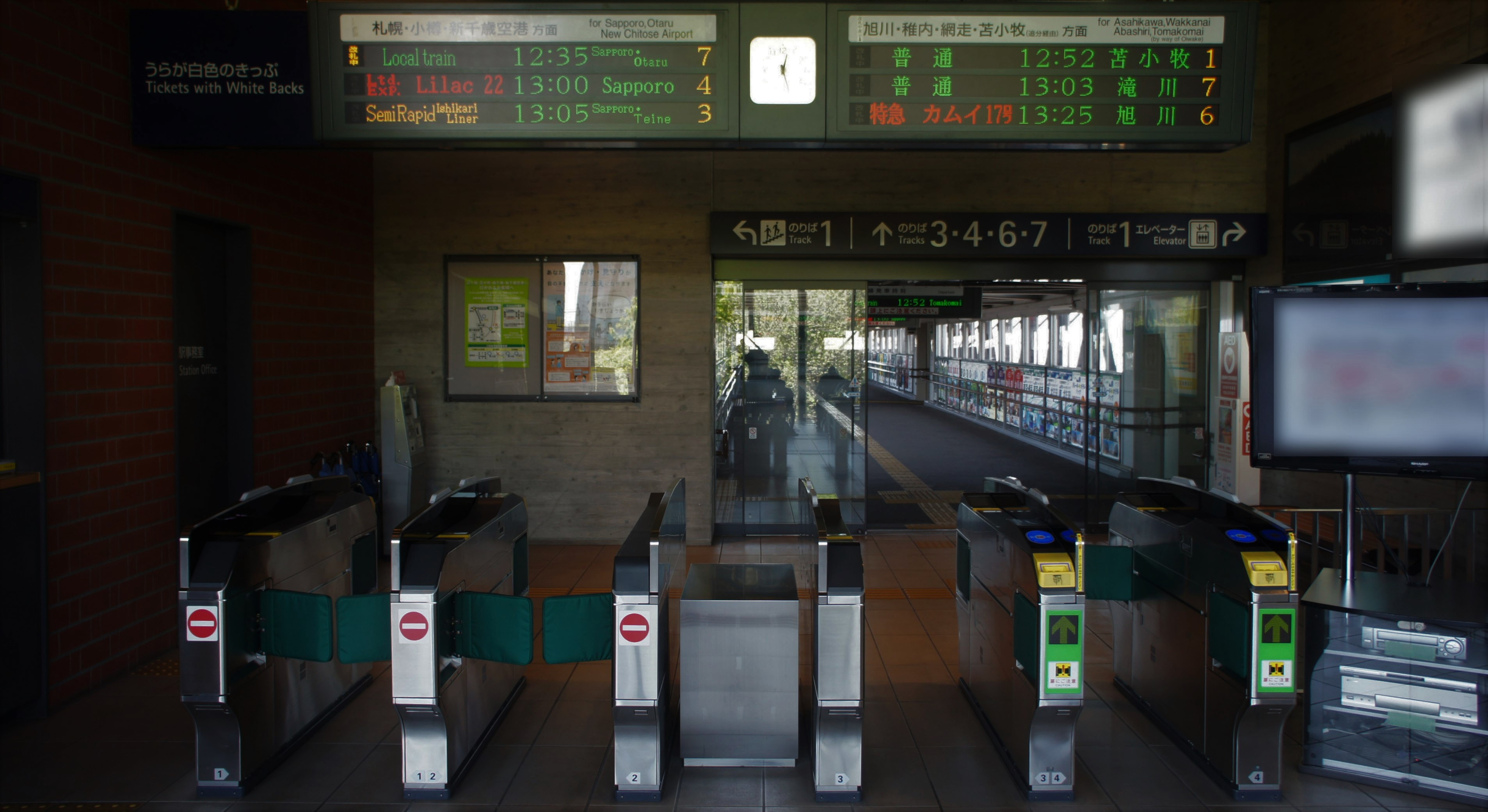
改札口（2018年5月）
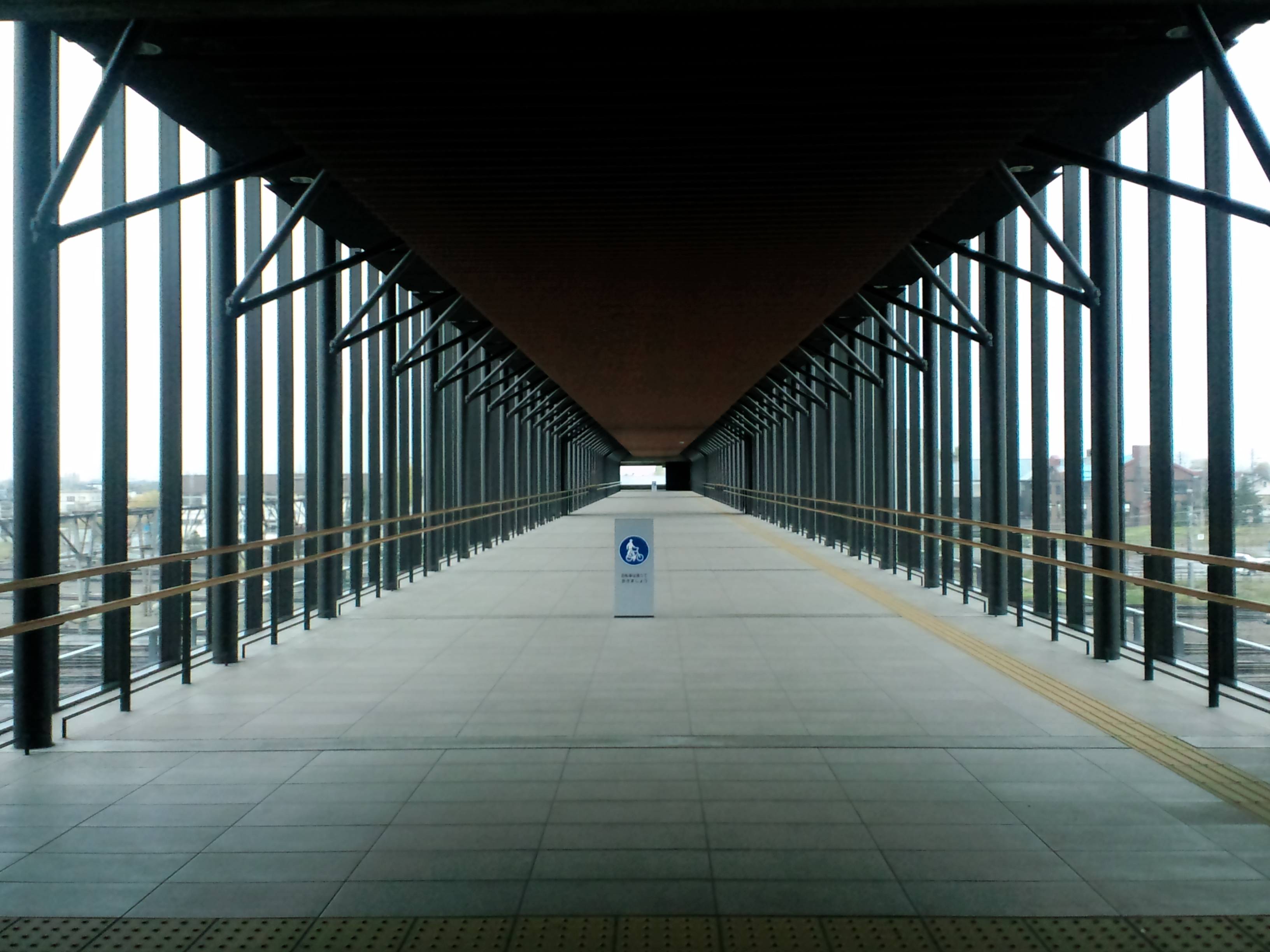
有明連絡歩道内部（2011年11月）

複合駅舎の概要
- 鉄筋コンクリート造3階建
- 高さ12m（地上2.6mまで刻印入りレンガ壁、2.6m以上は窓枠に古レールを用いたガラスカーテンウォール）

|            | 有明交流プラザ | JR岩見沢駅                                                   | 有明連絡歩道                        |
| ---------- | --- | ------------------------------------------------------------ | ----------------------------------- |
| 建設・所有 | 岩見沢市 | JR北海道                                                     | 岩見沢市                            |
| 工期       | 第2期 | 第1期                                                        | 第2期                               |
| 供用開始   | 2009年3月30日 | 2007年6月23日                                                | 2009年3月30日                       |
| 3階        | － | 改札口 自動券売機 みどりの窓口 待合スペース トイレ 事務室    | 有料駐輪場 自由通路                 |
| 2階        | センターホール 市役所サービスセンター 市民ギャラリー i-BOX（北教大作品展示スペース） 空知総合振興局パスポート窓口 札幌弁護士会南空知法律相談センター トイレ | －                                                           | 有料駐輪場                          |
| 1階        | 岩見沢観光協会（物産展示販売・観光案内所） I Three EIGHT（カフェ） 多目的トイレ 共同ATM（北洋銀行、空知信用金庫） 管理事務室                                | セブンイレブン（コンビニエンスストア） 事務室 コインロッカー | 有料駐輪場 駐輪場管理室             |
| 正面幅     | 約51 m | 約46 m                                                       | 約43 m                              |
| 建築面積   | 893 m2 | 780 m2                                                       | 1,804 m2                            |
| 延床面積   | 1,526 m2 | 1,321 m2                                                     | 2,975 m2                            |
| 建設費     | 約9億円 | 約6億円                                                      | 約15億円                            |
| その他     | |                                                              | 自由通路幅約6 m 自由通路延長約130 m |

複合駅舎に関する事業・企画など
- デザインコンペ作品集の発行
- 駅舎開業記念オレンジカードの発売
- グッドデザイン大賞受賞記念企画
  - 記念リーフレットの発行
  - 記念絵はがきの発売
  - 記念祝賀会の開催

- 複合駅舎グランドオープン1周年記念オレンジカードの発売
- 複合駅舎完成記念誌の刊行
- 開業10周年記念企画
  - 歴代駅舎に関するパネル展およびPowerPointを活用したスライドショー
  - 記念タペストリーによる装飾
  - 記念ポケットティッシュの配布
  - 同年に販売が開始されたご当地入場券への記念ポストカード添付

#### デザイン・設計
岩見沢駅舎の大きな特徴の一つが低コストな設計である。
岩見沢駅舎は、内壁で囲まれた駅事務室や市役所サービスセンターと、内壁と外壁の間に挟まれた待合所やセンターホールの、2重に仕切られた構造が基本となっている。室内を2重に仕切るこの構造は、用途に応じた効率的な空調を施し光熱費を低減を図るためのものである。具体的には、服装を外気温に合わせてあり滞留時間も短い一般利用客を想定した、屋外との急激な気温差を作らない最低限のレベルに空調を抑えた空間。そして、季節を問わず制服やスーツを着用し長時間の業務にあたる施設職員を想定した、外気温に左右されない一定の室温を保つための重点的な空調を施す居室である。
また、一般的にはいくつものパーツを組み合わせた方式をとる事が多い屋根と天井も、岩見沢駅舎はPCコンクリートを用いて屋根材・梁・天井材などを一度に賄う方式としたため、内装工事の簡略化による建設費の圧縮を実現した。これにより室内には大きな凹凸（強度を増し、冬季の積雪荷重に耐えるための梁の代わり）のあるコンクリートが剥き出しとなったが、この凹凸を利用して間接照明を施したため、コンクリートの冷淡さや圧迫感を抑え、逆に暖かみの感じられる空間を作り出した。
もう一つの大きな特徴として、地域性を徹底的に表現したデザインが挙げられる。単なる色や形だけにとどまらず、郷土史と関わりの深い素材を多用しており、中でもガラスカーテンウォールに鉄道のレールを使用する工法は国内初となる。
随所に見られるレンガ壁は、レンガ造りの機関庫や整備工場が建ち並ぶ明治期の岩見沢駅周辺をイメージしたものである。そのうち1階外壁に使われている、寄付によって募られた4,777個の刻印入りレンガは、地域住民の想いが駅とともに新しい歴史を歩んでいく事を意味している。これらのレンガ壁は、北海道の伝統的な積み方である「小端空間積み」を再現した工法で積まれている。また内壁の一部には、小端空間積みを応用した独自の工法の「透かし積み」で意図的に隙間が作られ、すりガラスがはめ込まれている。この透かし積みによって、日中は木漏れ日のように日光を室内に取り込み、夜間は行灯のように柔らかい光が屋外へ放たれるようになっている。
ガラスカーテンウォールのマリオン（窓枠）にはかつて北海道内で実際に使われていたレールを合計232本使用しており、実際の線路とほぼ同じ1.1m間隔で配置され、鉄道によって発展した岩見沢の歴史を象徴している。また、古レールの使用を強く印象付けるため、独特の錆びた色合いを残す表面処理を施し、製造情報などが入った刻印は白く着色してアクセントとして目立たせ、そのレールを下から見上げられるように配慮して取り付けられた。
これらの取り組みによって、2009年11月6日に財団法人日本産業デザイン振興会主催のグッドデザイン賞で大賞（内閣総理大臣賞）を受賞した。また、2010年は建築業界で国内最高峰と言われる「日本建築学会賞」を、2011年には鉄道関連デザインの国際コンペティション「ブルネル賞」をそれぞれ受賞。それ以外にも建築・鉄道関連を中心に多数の表彰を受けているほか、世界の名建築ベスト20の一つとしてライフスタイル誌で取り上げられるなど高い評価を得ている。
（出典：）

#### デザイン解説用画像

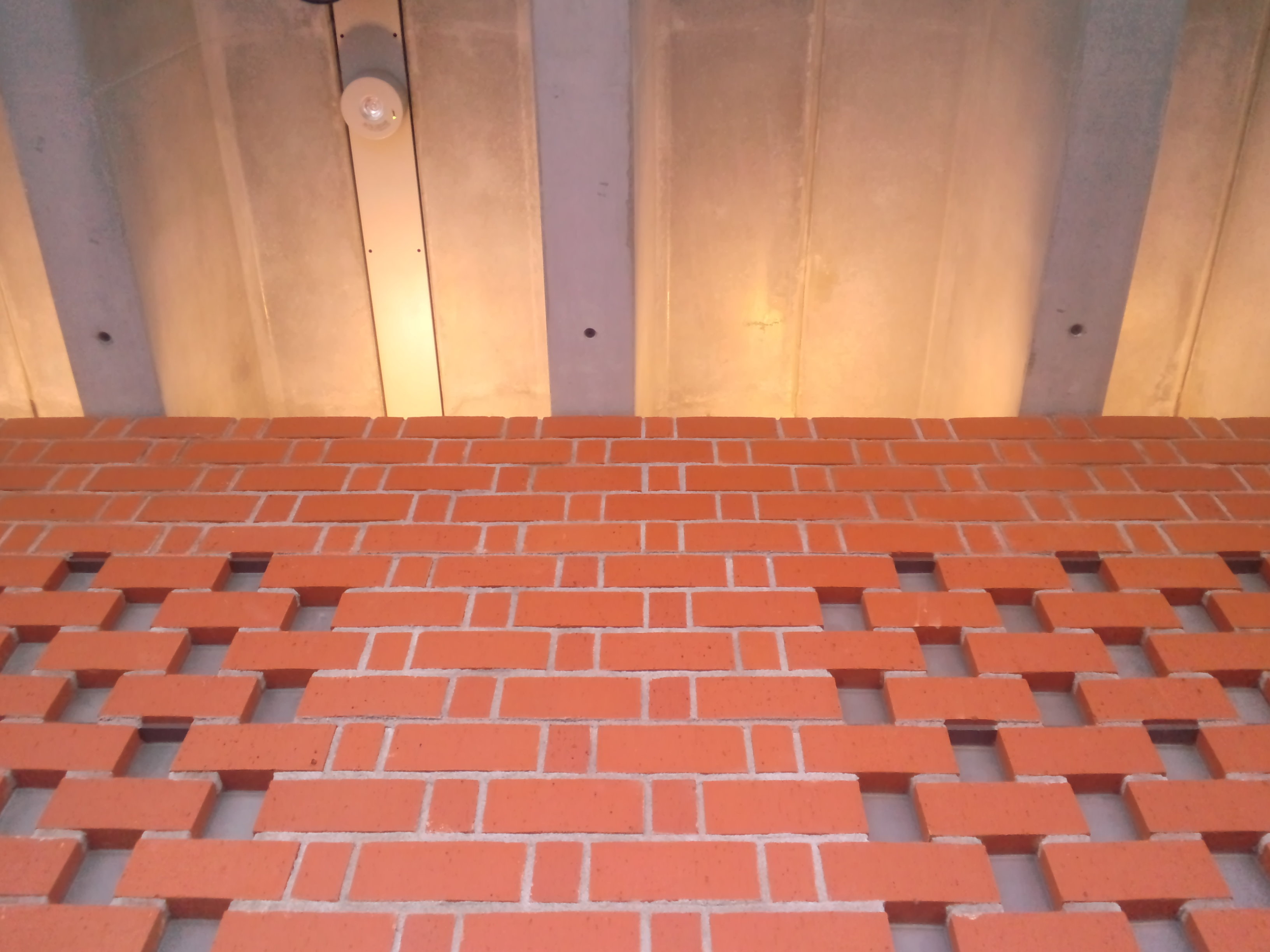
天井の間接照明（2014年4月）
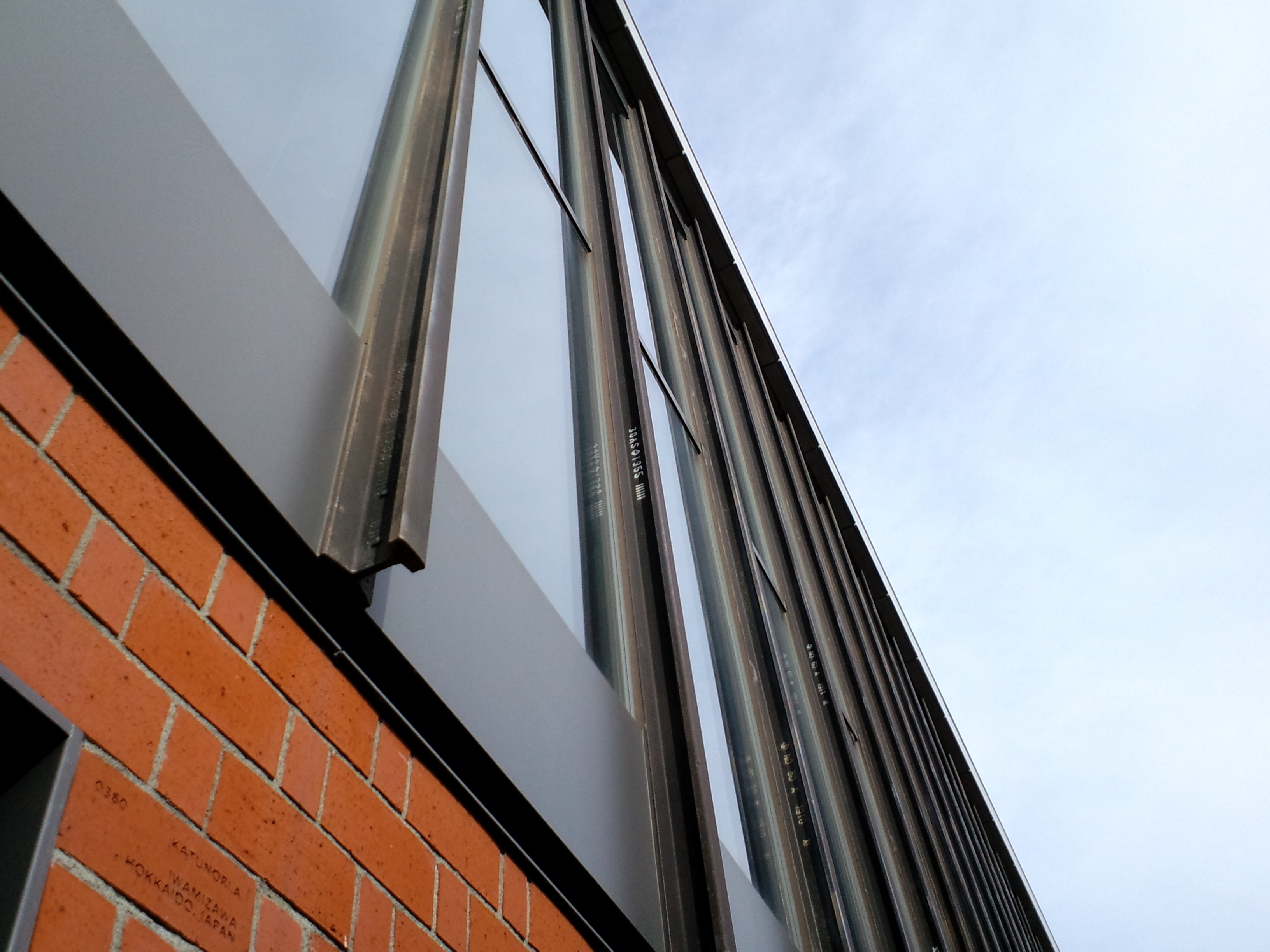
窓枠に使用された古レール（2011年11月）
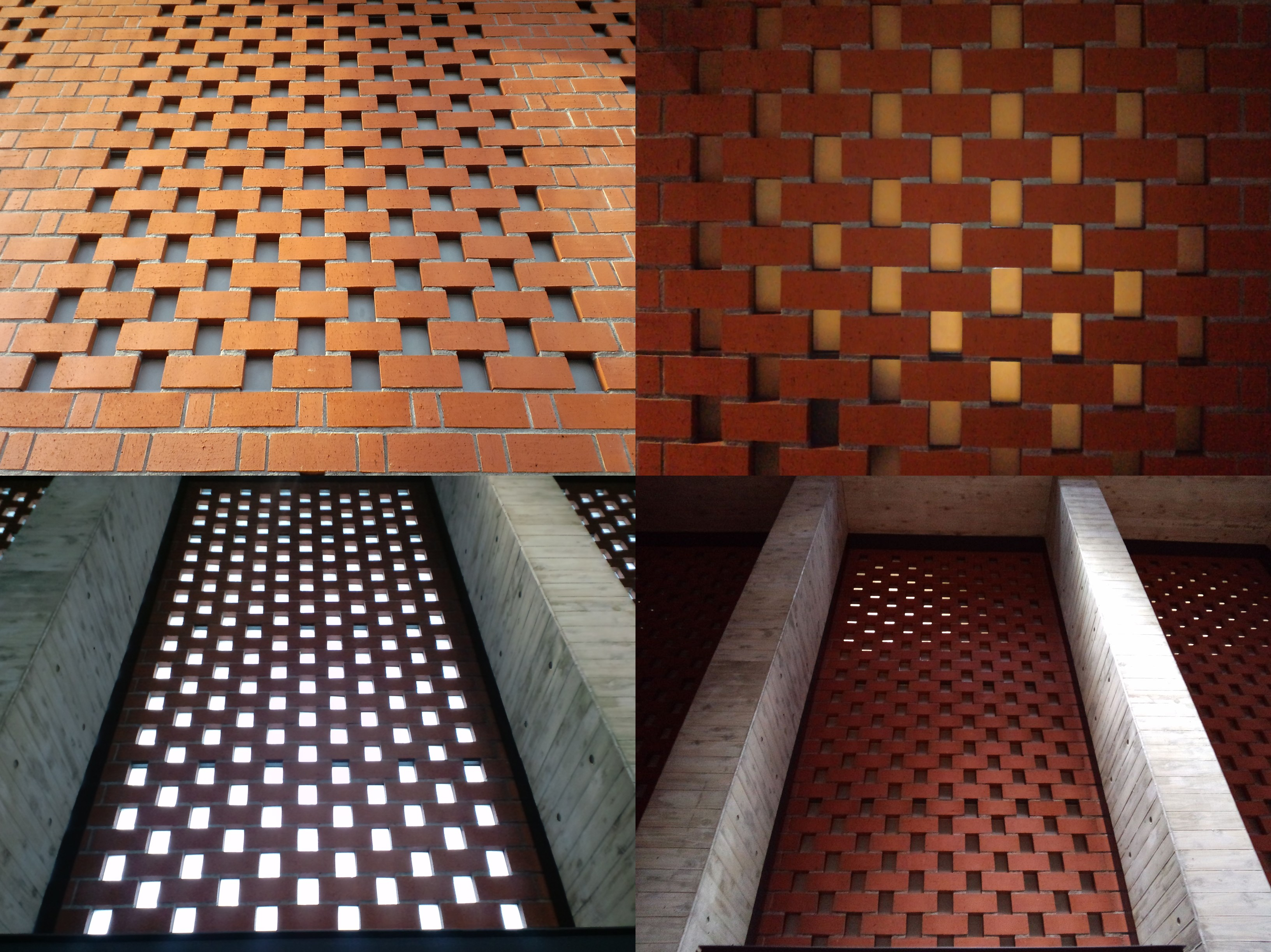
透かし積みのレンガ壁
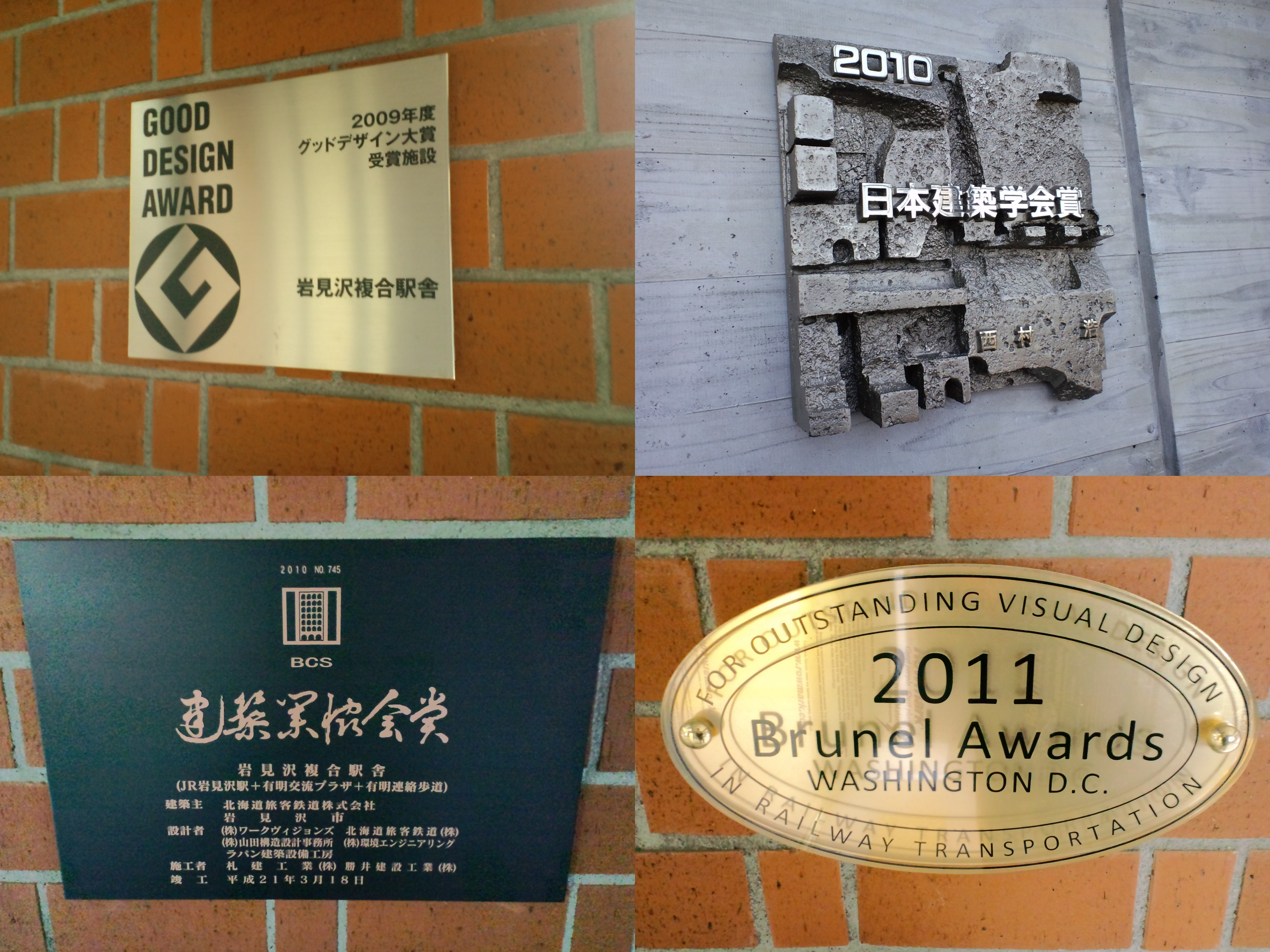
駅舎に飾られた記念プレート

| 賞の名称                                         | 賞の種類                     | リンクおよび備考                                                                     |
| ------------------------------------------------ | ---------------------------- | ------------------------------------------------------------------------------------ |
| 第4回まち交大賞・部門賞                          | プロセス賞                   | 第4回まち交大賞受賞地区及び受賞理由 (PDF) 新駅舎建設を含む駅周辺整備事業全体での受賞 |
| 第34回北海道建築賞                               | 北海道建築賞                 | 「北海道建築賞」「北海道建築奨励賞」受賞者・作品一覧                                 |
| 第54回鉄道建築協会賞                             | 最優秀協会賞                 | 平成21年度/第54回最優秀協会賞                                                        |
| 平成20年照明普及賞                               | 優秀施設賞                   | 平成20年照明普及賞                                                                   |
| 2009年度グッドデザイン賞                         | グッドデザイン大賞           | 2009年度グッドデザイン大賞                                                           |
| 平成21年度北海道赤レンガ建築賞                   | 建築賞                       | 平成21年度の受賞作品が決定しました                                                   |
| 2010年日本建築学会賞・作品部門                   | 日本建築学会賞               | 2010年大賞・学会賞・教育賞・奨励賞・作品選奨・文化賞                                 |
| 2010年BCS賞                                      | BCS賞                        | 第51回受賞作品（2010年）                                                             |
| 第9回日本鉄道賞 （表彰選考委員会による特別表彰） | 地方鉄道駅舎リノベーション賞 | 第９回「日本鉄道賞」の受賞者の決定について 【別添】各賞受賞者 (PDF)                  |
| 日本建築家協会優秀建築選2010                     | 優秀建築選100選              | 「日本建築家協会優秀建築選2010」作品 (PDF) 日本建築大賞現地審査作品（受賞候補）選出  |
| 2011年日本建築学会賞                             | 作品選奨                     | 2011年各賞受賞者                                                                     |
| 第11回ブルネル賞・駅舎部門                       | 優秀賞                       | 11th Brunel Awards 2011                                                              |
| 2011年度アルカシア建築賞・複合施設部門           | ゴールドメダル               | ARCASIA Award for Architecture 2011/2012 The Final Results                           |
| 第14回公共建築賞・生活施設部門                   | 公共建築賞                   | 第14回公共建築賞の決定について 記者発表資料 2014.10.14 (PDF)                         |

## 利用状況
乗車人員の推移は以下のとおり。年間の値のみ判明している年については、当該年度の日数で除した値を括弧書きで1日平均欄に示す。乗降人員のみが判明している場合は、1/2した値を括弧書きで記した。
なお、『岩見沢市統計書』を出典とする値について、年間乗車人員は百人単位での記載となっているため、他文献に合わせて末尾の桁数を補足するため100倍した数値を記載する。
また、「JR調査」については、当該の年度を最終年とする過去5年間の各調査日における平均である。
| 年度               | 乗車人員  | 乗車人員   | 乗車人員 | 出典               | 備考                  |
| 年度               | 年間      | 1日平均    | JR調査   | 出典               | 備考                  |
| ------------------ | --------- | ---------- | -------- | ------------------ | --------------------- |
| 1925年（昭和元年） | 650,140   | (1,781.2)  |          | [ 34 ]             |                       |
| 1930年（昭和05年） | 693,129   | (1,899.0)  |          | [ 34 ]             |                       |
| 1935年（昭和10年） | 845,383   | (2,309.8)  |          | [ 34 ]             |                       |
| 1939年（昭和14年） | 1,166,795 | (3,188.0)  |          | [ 34 ]             |                       |
| 1941年（昭和16年） | 1,783,821 | (4,887.2)  |          | [ 34 ]             |                       |
| 1945年（昭和20年） | 2,236,980 | (6,128.7)  |          | [ 34 ]             |                       |
| 1950年（昭和25年） | 1,968,908 | (5,394.3)  |          | [ 34 ]             |                       |
| 1955年（昭和30年） | 3,442,826 | (9,406.6)  |          | [ 34 ]             |                       |
| 1960年（昭和35年） | 3,763,576 | (10,311.2) |          | [ 34 ]             |                       |
| 1965年（昭和40年） | 4,351,448 | (11,921.8) |          | [ 34 ]             |                       |
| 1969年（昭和44年） | 4,023,520 | (11,023.3) |          | [ 34 ]             |                       |
| 1970年（昭和45年） | 3,175,887 | (8,701.1)  |          | [ 34 ]             |                       |
| 1975年（昭和50年） | 3,043,121 | (8,314.5)  |          | [ 34 ]             |                       |
| 1976年（昭和51年） | 3,098,002 | (8,487.7)  |          | [ 34 ]             |                       |
| 1977年（昭和52年） | 2,834,569 | (7,765.9)  |          | [ 34 ]             |                       |
| 1978年（昭和53年） | 2,770,972 | (7,591.7)  |          | [ 34 ]             |                       |
| 1979年（昭和54年） | 2,712,982 | (7,412.5)  |          | [ 34 ]             |                       |
| 1980年（昭和55年） | 2,690,752 | (7,371.9)  |          | [ 34 ]             |                       |
| 1981年（昭和56年） | 2,601,465 | (7,127.3)  |          | [ 34 ]             |                       |
| 1982年（昭和57年） | 2,530,971 | (6,934.2)  |          | [ 34 ]             |                       |
| 1983年（昭和58年） | 2,401,604 | (6,561.8)  |          | [ 34 ]             |                       |
| 1992年（平成04年） |           | 5,059      |          | [ 4 ]              | 1日乗降客数：10,118人 |
| 2000年（平成12年） | 1,813,000 | (4,967.1)  |          | [ 35 ]             |                       |
| 2001年（平成13年） | 1,703,800 | (4,667.9)  |          | [ 35 ]             |                       |
| 2002年（平成14年） | 1,702,700 | (4,664.9)  |          | [ 35 ]             |                       |
| 2003年（平成15年） | 1,711,400 | (4,676.0)  |          | [ 35 ]             |                       |
| 2004年（平成16年） | 1,715,900 | (4,701.1)  |          | [ 35 ]             |                       |
| 2005年（平成17年） | 1,757,500 | (4,815.1)  |          | [ 35 ]             |                       |
| 2006年（平成18年） | 1,746,900 | (4,786.0)  |          | [ 35 ]             |                       |
| 2007年（平成19年） | 1,746,900 | (4,773.0)  |          | [ 35 ]             |                       |
| 2008年（平成20年） | 1,731,200 | (4,743.0)  |          | [ 35 ]             |                       |
| 2009年（平成21年） | 1,689,200 | (4,627.9)  |          | [ 35 ]             |                       |
| 2010年（平成22年） | 1,712,900 | (4,692.9)  |          | [ 36 ]             |                       |
| 2011年（平成23年） | 1,752,500 | (4,788.3)  |          | [ 36 ]             |                       |
| 2012年（平成24年） | 1,723,100 | (4,720.8)  |          | [ 36 ]             |                       |
| 2013年（平成25年） | 1,711,500 | (4,689.0)  |          | [ 36 ]             |                       |
| 2014年（平成26年） | 1,657,800 | (4,541.9)  |          | [ 36 ]             |                       |
| 2015年（平成27年） | 1,687,700 | (4,611.2)  |          | [ 36 ]             |                       |
| 2016年（平成28年） | 1,777,500 | (4,869.9)  | 5,083.2  | [ 37 ] [ JR北 14 ] |                       |
| 2017年（平成29年） | 1,749,800 | (4,794.0)  | 4,904.4  | [ 37 ] [ JR北 15 ] |                       |
| 2018年（平成30年） | 1,715,500 | (4,700.0)  | 4,715.0  | [ 37 ] [ JR北 16 ] |                       |
| 2019年（令和元年） | 1,665,700 | (4,551.1)  | 4,627.6  | [ 37 ] [ JR北 17 ] |                       |
| 2020年（令和02年） | 1,196,800 | (3,278.9)  | 4,371.2  | [ 37 ] [ JR北 18 ] |                       |
| 2021年（令和03年） |           |            | 4,141.6  | [ JR北 19 ]        |                       |
| 2022年（令和04年） |           |            | 3,900.4  | [ JR北 20 ]        |                       |
| 2023年（令和05年） |           |            | 3,709.8  | [ JR北 21 ]        |                       |

## 駅周辺

### 南口（駅前）
駅舎に隣接するバスターミナルから岩見沢市内各所や周辺市町村への路線バス・札幌方面への都市間高速バスが発着している。なお、以前は駅舎正面に路線バスの降車場があったが、バスターミナル開業の際に現在の1条通沿いへ移転した。
南口周辺は岩見沢市の中心市街地で、行政・公共施設、保険・金融機関の支店が集積し、小規模ながらビジネスホテルがあるほか、商店街も広がる。しかし商店街においては郊外に大型商業施設が次々と出店した影響で空洞化が見られ、数軒の食品スーパーやドラッグストア、コンビニを除くと営業しているのは個人経営などの小型店がほとんどである。
主な施設（複合施設やテナントビルからは主なものを抜粋）
- 岩見沢市コミュニティプラザ・自治体ネットワークセンター・北海道中央バス岩見沢ターミナル
- 岩見沢駅東市民広場・イベントホール赤れんが
- 岩見沢警察署駅前交番
- 岩見沢ポルタ（であえーる岩見沢）
  - Aコープであえーる店（1F）
  - キャンドゥであえーる岩見沢店（2F）
  - 岩見沢市こども・子育てひろば えみふる（3F）
  - カーブス岩見沢 (5F)
  - ポルタ・トーホーボール（5F）
  - 宮の森スポーツ倶楽部岩見沢校（5F）
  - 岩見沢3条中郵便局（駐車場棟1F）
- ジェイ・アール生鮮市場岩見沢店
- ツルハドラッグ（岩見沢駅前店、岩見沢店）
- 北海道銀行岩見沢支店
- 北洋銀行岩見沢中央支店
- 北海道労働金庫岩見沢支店
- 空知信用金庫本店
- 北門信用金庫岩見沢支店
- 空知商工信用組合岩見沢支店
- 岩見沢三条郵便局
- いわみざわ農業協同組合（JAいわみざわ）本所
- 岩見沢市立総合病院
- 岩見沢市立高等看護学院
- 岩見沢市医師会附属看護高等専修学校・夜間急病センター
- 岩見沢ホテル4条
- 岩見沢ホテル5条
- 北海道グリーンランド ホテルサンプラザ
- 岩見沢市民会館・文化センター まなみーる
- 岩見沢市生涯学習センター いわなび
- 岩見沢市絵画ホール・松島正幸記念館
- 札幌法務局岩見沢支局
- 岩見沢公証役場（MY岩見沢ビル2F）
- 岩見沢税務署
- 札幌地方裁判所・札幌家庭裁判所岩見沢支部、岩見沢簡易裁判所
- 札幌地方検察庁岩見沢支部・岩見沢区検察庁
- 岩見沢年金事務所
- 北海道空知合同庁舎（空知総合振興局・空知教育局・岩見沢保健所）
- NTT6条ビル（NTT東日本-北海道岩見沢支店）
- 岩見沢商工会議所
- 空知農業会館（JA北海道中央会岩見沢支所・ホクレン岩見沢支所・JA北海道信連岩見沢支所）
- ハロンズ岩見沢（ばんえい競馬・ホッカイドウ競馬場外馬券場)
- 北海道教育大学岩見沢校

#### 周辺の施設・風景など

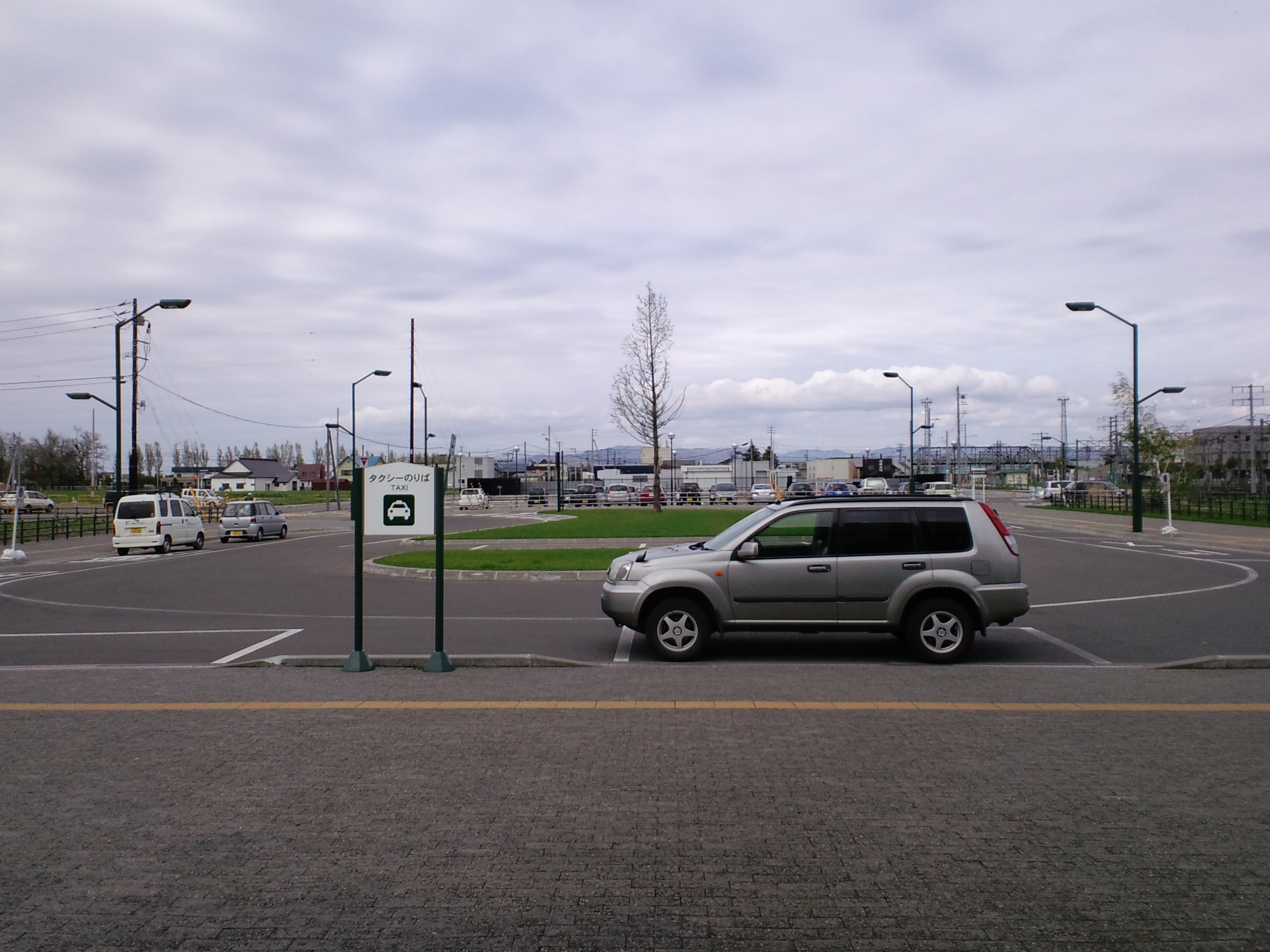
北口駅前広場
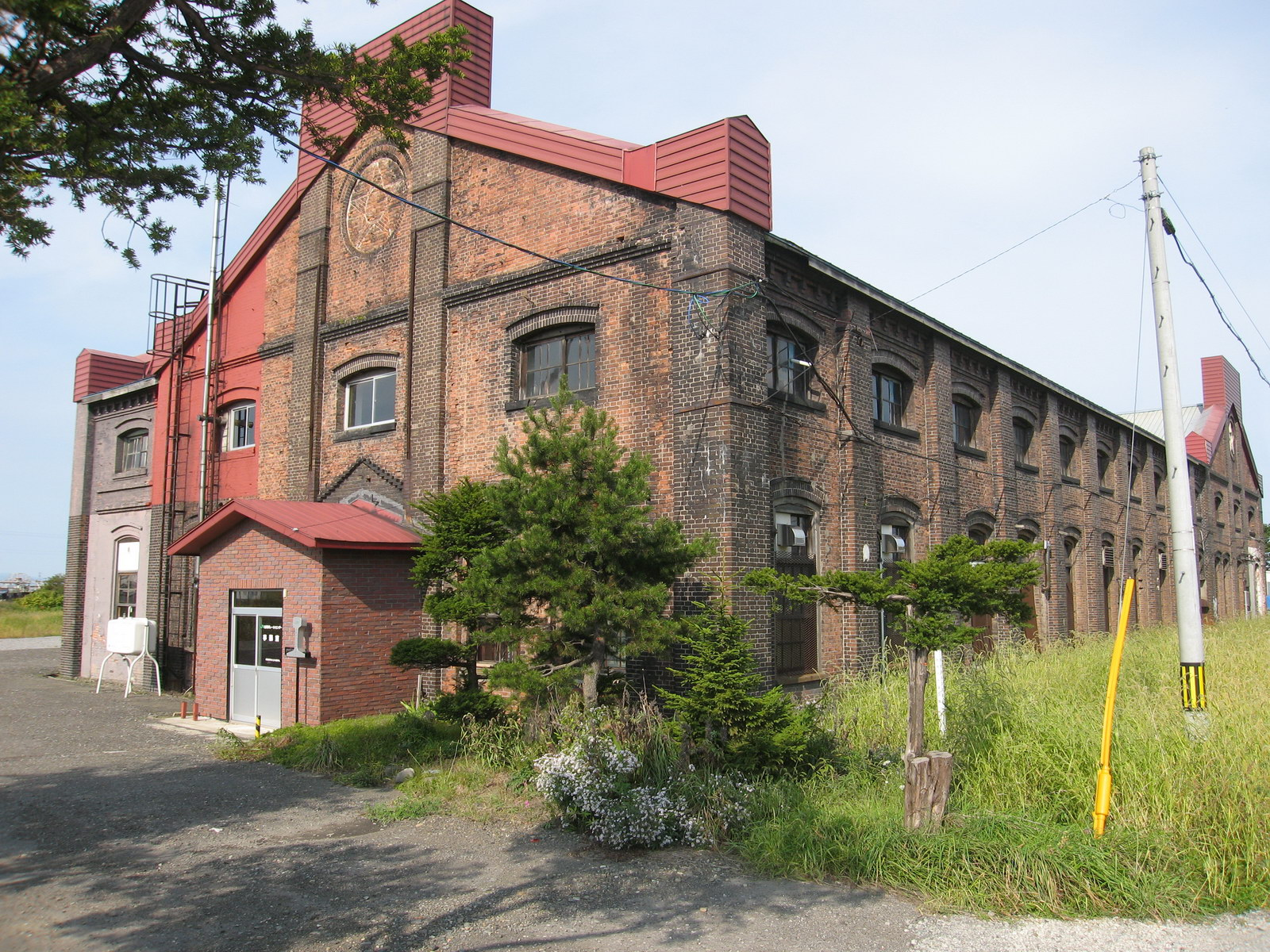
岩見沢レールセンター
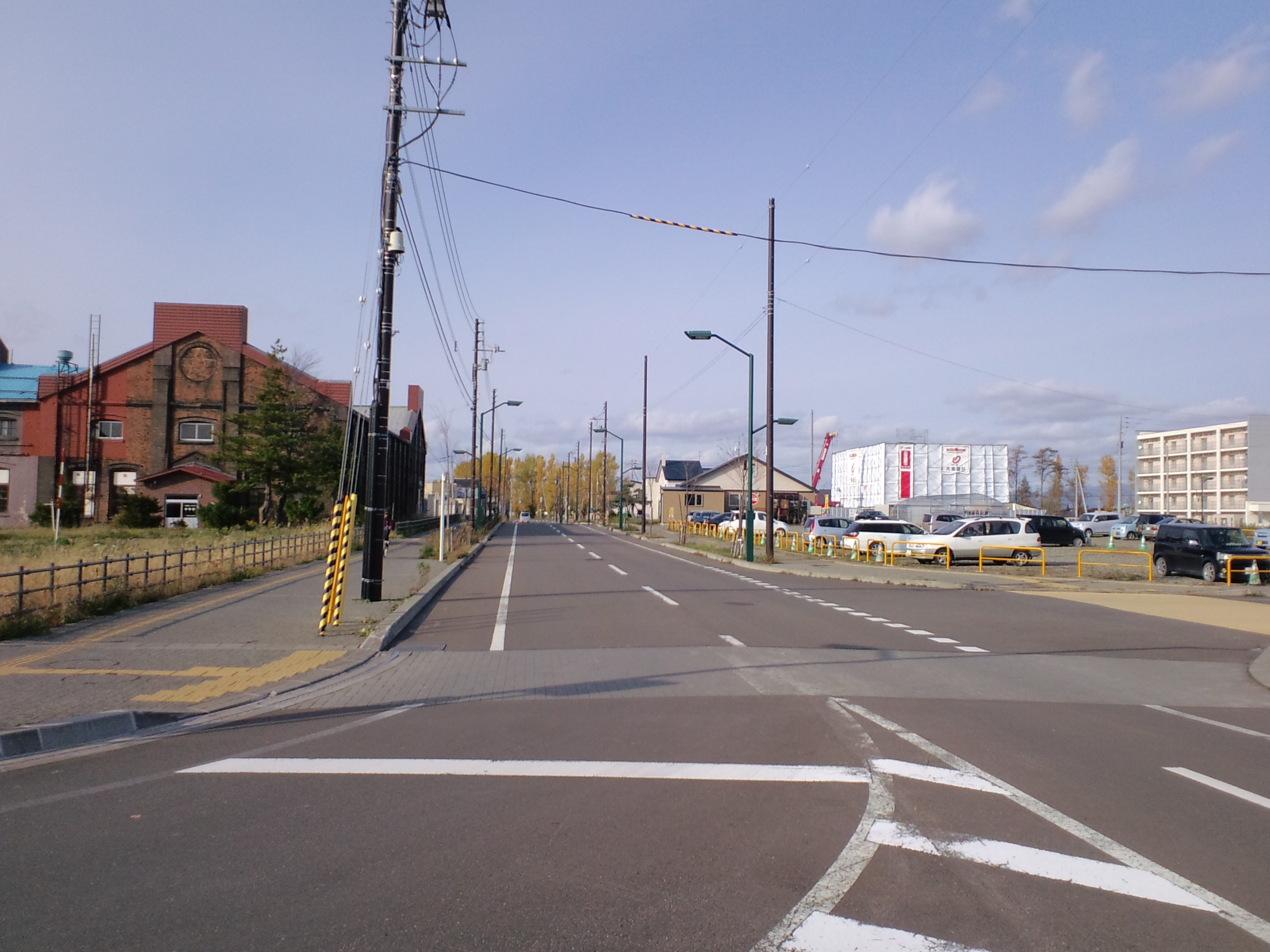
有明北盛通

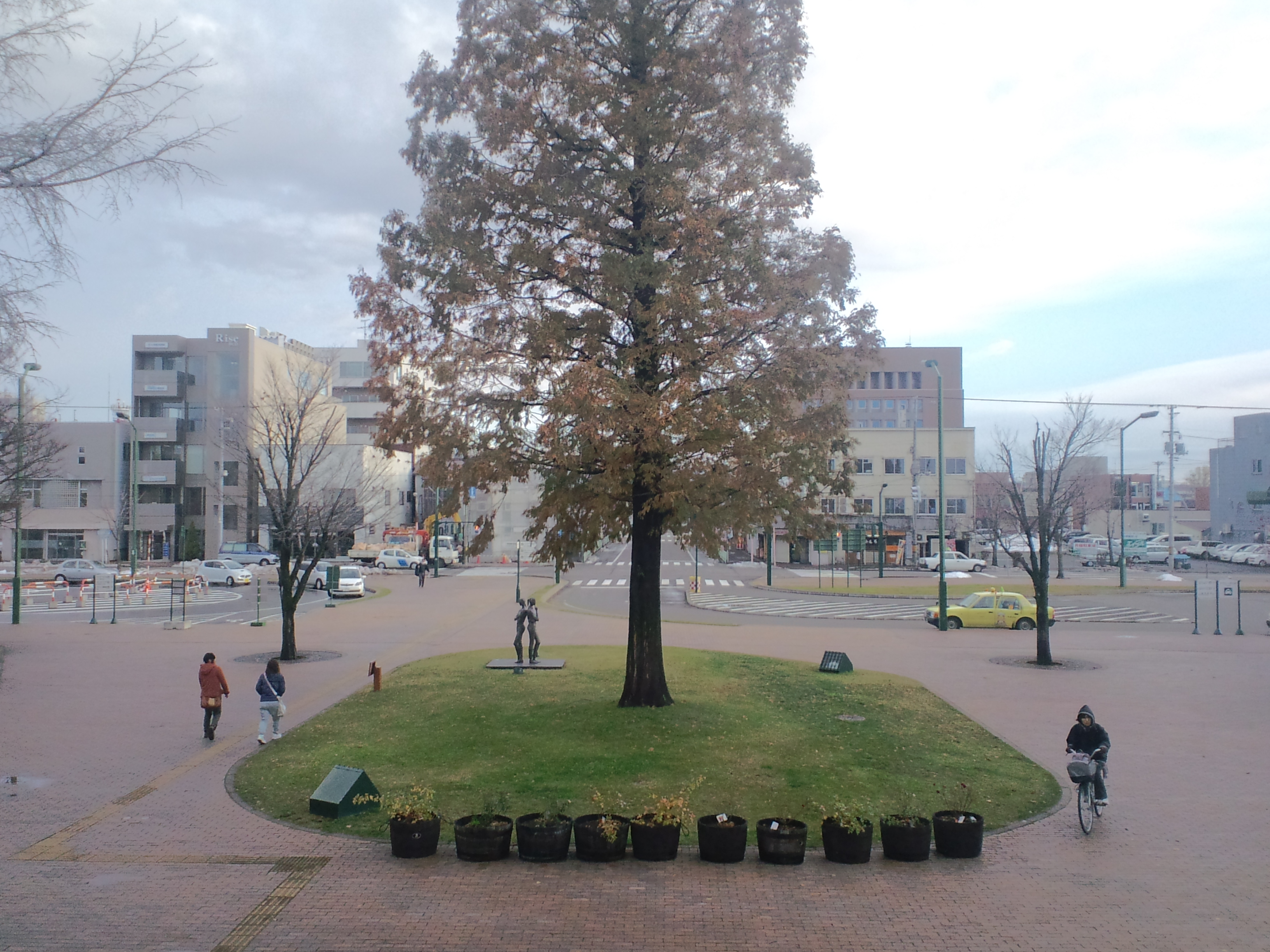
南口駅前広場
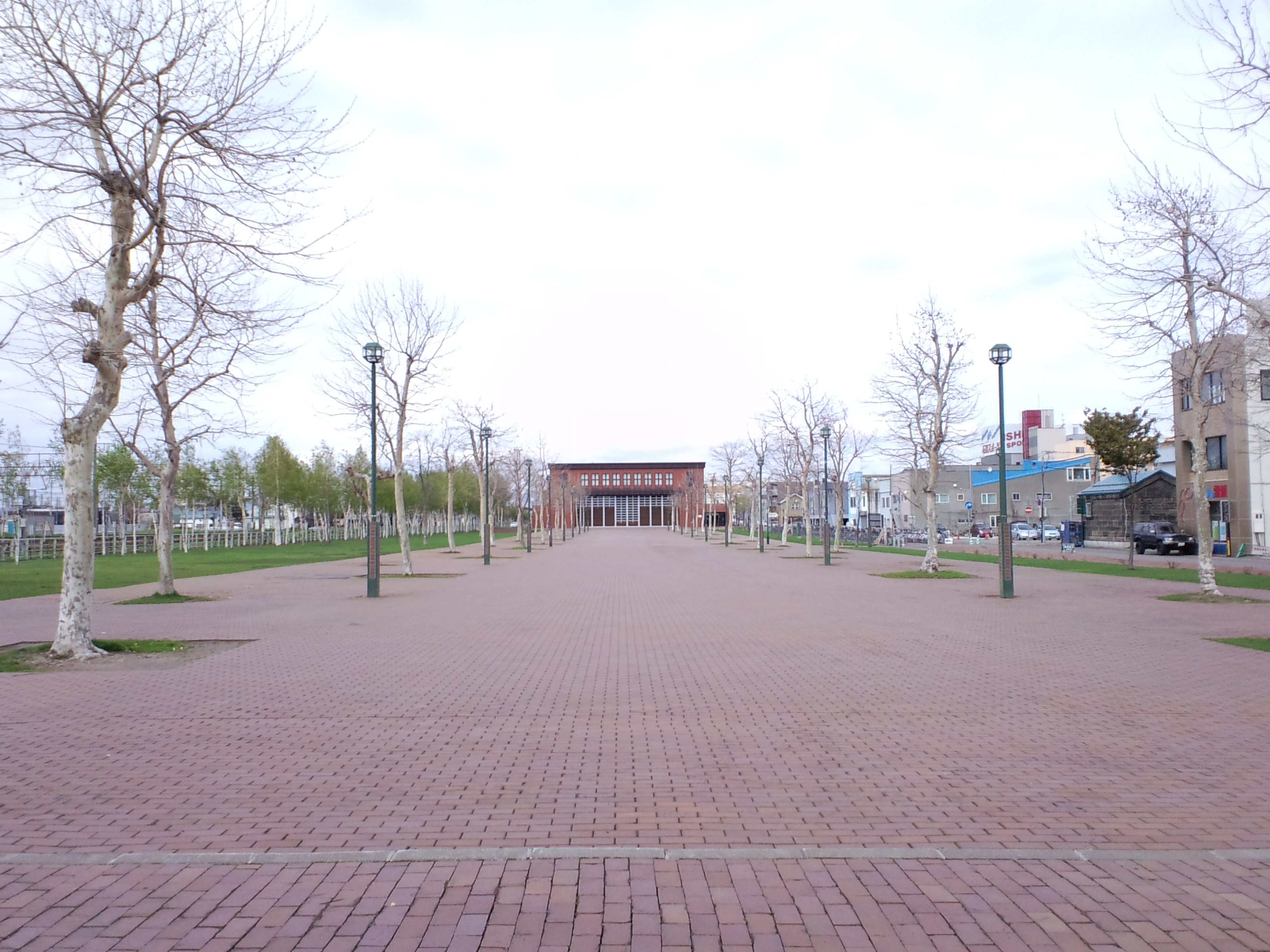
駅東市民広場
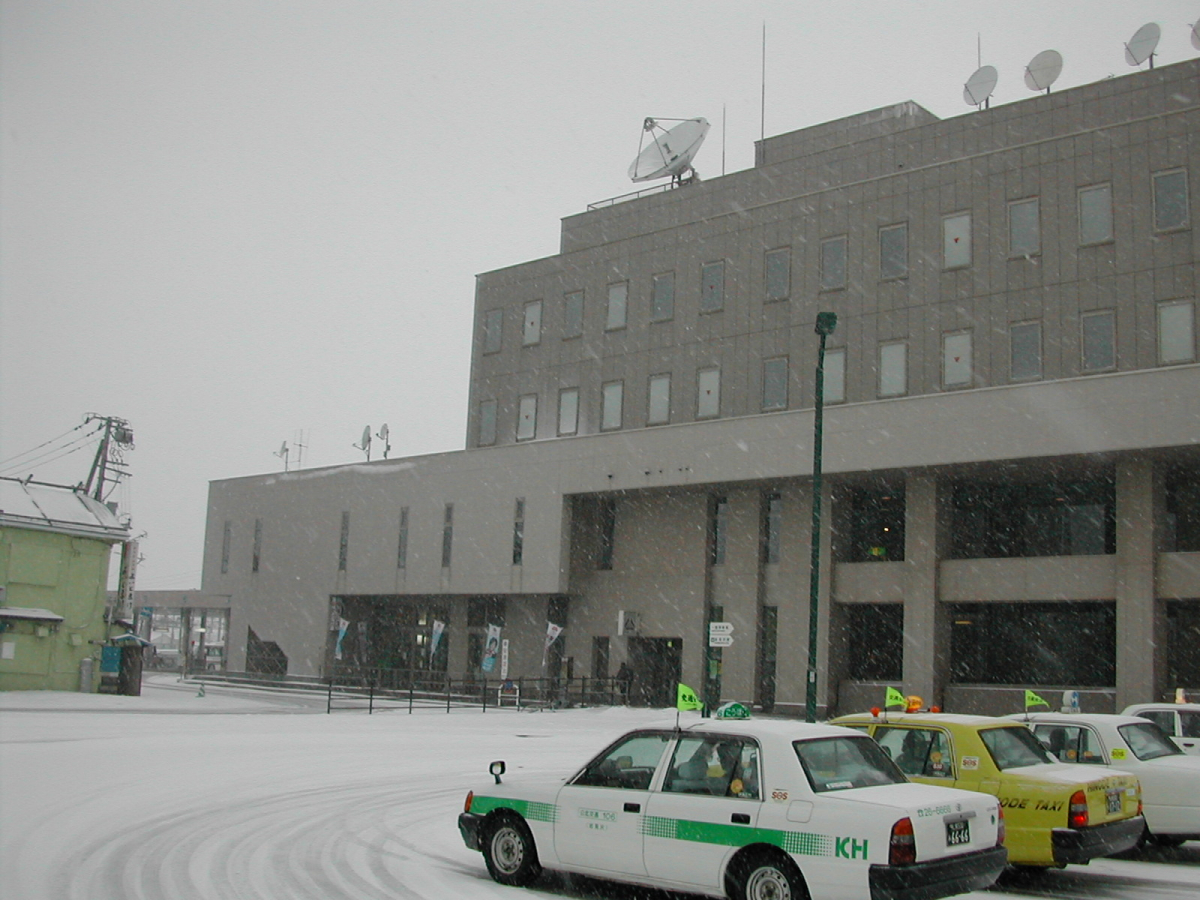
中央バス岩見沢ターミナル

### 北口（駅裏/鉄北）
北口周辺は通称「駅裏」「鉄北」とも呼ばれ、南口に比べて商業・業務系の施設は乏しく、鉄道用地を除くと住宅地となっている。
ロータリーから北へ伸びる有明北盛通（北口の駅前通りにあたる）を軸に、西側には岩見沢運転所や岩見沢レールセンターなどの鉄道関連施設が建ち並び、東側には宅地が造成されマンションやアパートが建ち始めている。
その外周は、北口がなかった時代に形成された住宅街が囲んでおり、1万人以上の人口を抱える。有明北盛通の東側を並行する「東2丁目通（道道6号）」と、西側を並行する「西10丁目通（道道687号）」のそれぞれの沿道に食品スーパーやコンビニなどの生活利便施設が立地している。
以前は駅の出入口が南口しかなく、アクセスにはそこから約500 m離れた陸橋を利用しなければならなかったが、駅舎の改築に伴って自由通路や連絡道路が整備された事で利便性は大きく向上した。
主な施設
- Aコープ鉄北店
- 卸売スーパー岩見沢店
- ツルハドラッグ岩見沢鉄北店
- 岩見沢元町郵便局
- 岩見沢消防署北盛出張所
- 岩見沢市立児童館
- 空知信用金庫鉄北支店
- 空知総合振興局森林室（旧・空知森づくりセンター）

#### 周辺の施設・風景など
- 北口駅前広場
- 岩見沢レールセンター
- 有明北盛通

### 中心市街地活性化事業に伴う動向
岩見沢駅周辺を含む中心市街地では、断続的ながら以前より再開発事業が進められている。また駅舎の新築および表彰などをきっかけに、駅舎と街並みの調和を図る景観整備の地区計画および条例が制定されるなど、駅舎を核としたまちづくりの機運が高まりを見せている。その一方で（特に大規模な事業ほど）計画当初よりも遅れたり規模が縮小されたり、そもそも実現に至らず頓挫してしまった事業もあるなど商業環境は依然として厳しい状況に置かれている。
駅周辺再開発事業
- 駅前広場整備（完了）
- 駅前通拡幅整備およびそれに伴う建物の建て替え（事業中）
  - 1条通（南口駅舎に面し、駅前通と交差する道路）西5～6丁目区間の再整備

駅北土地区画整理事業（完了）
- 有明北盛通等の市道整備
- 駅北駅前広場の新設
- 開発用地の造成
  - 造成した土地は現在売却中で、民間によるマンションやアパートの建設が進んでいる。
- 市営住宅（北1条団地）の建設

## かつて販売されていた駅弁
南口駅舎の1階西側にある観光協会で2023年まで花扇による以下の駅弁が販売されていた。かつてはキヨスクで取り扱っていたが、セブンイレブン北海道STへ業態転換する際に観光協会での販売に切り替えられた。この他（有）岩見沢駅構内立売商会がイクラ弁当やとりめしを販売していたほか、立ち食い形式のおでん店も設けられていた時代もあった。
花扇（2023年廃業）
- とり釜飯
- えび釜飯
- ホタテ釜飯

## 隣の駅
北海道旅客鉄道（JR北海道）
■函館本線

■普通
上幌向駅 (A12) - 岩見沢駅 (A13) - 峰延駅 (A14)
室蘭本線
志文駅 - 岩見沢駅 (A13)

### かつて存在した路線
北海道旅客鉄道（JR北海道）
幌内線
岩見沢駅 - 栄町駅